# JR九州817系電車
817系電車（817けいでんしゃ）は、九州旅客鉄道（JR九州）の交流近郊形電車。

## 概要
2001年（平成13年）の篠栗線・筑豊本線の電化に伴う福北ゆたか線開業に伴い製造され、開業日の10月6日から営業運転を開始した。同日、長崎本線・佐世保線でも営業運転を開始し、その後も老朽化した475系・457系・717系・415系の置き換え用に各地の路線に投入され、現在はJR九州の大半の電化区間で運用されておりJR九州の交流近郊型電車の中では最も運用範囲が広い。
1999年（平成11年）に製造された815系を基本に、前面デザインや車内接客設備などの設計変更を行っており、3000番台を除く各番台はワンマン運転に対応する。
2001年（平成11年）にグッドデザイン賞を受賞している。
2001年（平成11年）に製造された0番台、2003年（平成15年）から製造された1000番台、2007年（平成19年）に製造された1100番台は、転換クロスシートで落成した。2012年（平成24年）以降に製造された2000番台・3000番台は、混雑対策のため、全席ロングシートとされた。2021年（令和3年）以降、0番台・1000番台・1100番台も一部ロングシート化され、それぞれ500番台・1500番台・1600番台に改番されている。

## 構造

### 車体
基本設計は815系に準じており、日立製作所のA-trainシステムを採用した摩擦撹拌方式（FSW）により製造されたダブルスキン構造のアルミ合金車体で、片側3箇所に両開き扉が設置されている。客室側窓は、扉間に1枚の固定式大窓を設けている。車端部の窓も固定式で、開閉可能な客用窓はない。窓ガラスはUVカットガラスを使用し、カーテンを省略している。
前面は貫通形であり、全面ガラス張りである。基本形状は815系に類似しているが、前照灯・尾灯のデザインと取付位置が変更されているほか、左側前面窓の上に列車種別表示器を、右側前面窓の上に路線名表示器を設置している。いずれも817系同士のみならず、811系・813系・815系・BEC819系・821系との併結運転が可能であり、うち811系を除く各形式とは貫通扉を介して編成間貫通とすることが可能である。
815系以前の系式では行先表示器が字幕式となっていたが、817系ではLED式となっている。
車体塗装は0番台・1000番台・1100番台では無塗装ヘアライン仕上げで、2000番台・3000番台では白色を基調としたアルミ塗装となっている。なお、無塗装車については、815系とともに順次銀色の塗装が施工されている。貫通扉を含む前面部と前面下部のスカートは黒色に塗装されている。

直方車両センター所属車両には「福北ゆたか線  Commuter Train 817」表記のものが、それ以外の車両には「CT」ロゴを記したステッカーが、車体側面に設置されている。これらは、配置される車両基地によって色が異なっている。この「CT」マークは後に登場した305系、BEC819系、821系、813系福北ゆたか線仕様車、811系リニューアル車などにも設置されている。
- 直方車両センター所属車：■ 黄
- 南福岡車両区所属車：■ 橙
- 佐世保車両センター所属車：■ 赤
- 熊本車両センター所属車：■ 緑
- 鹿児島車両センター所属車：■ 青

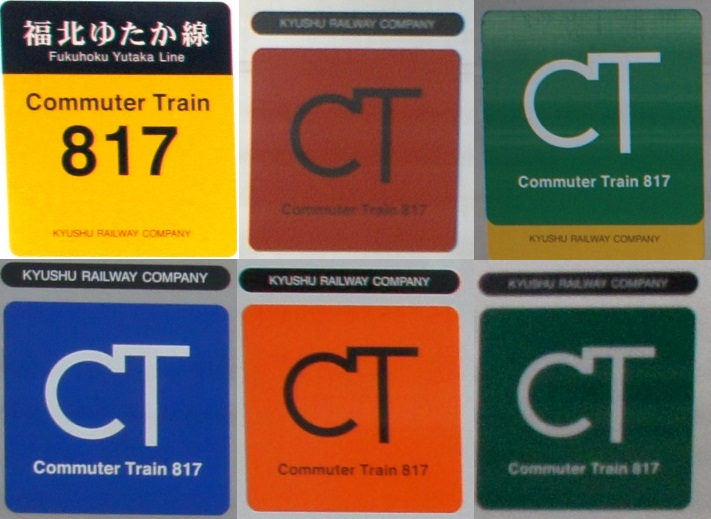
車体ロゴ各種

### 車内

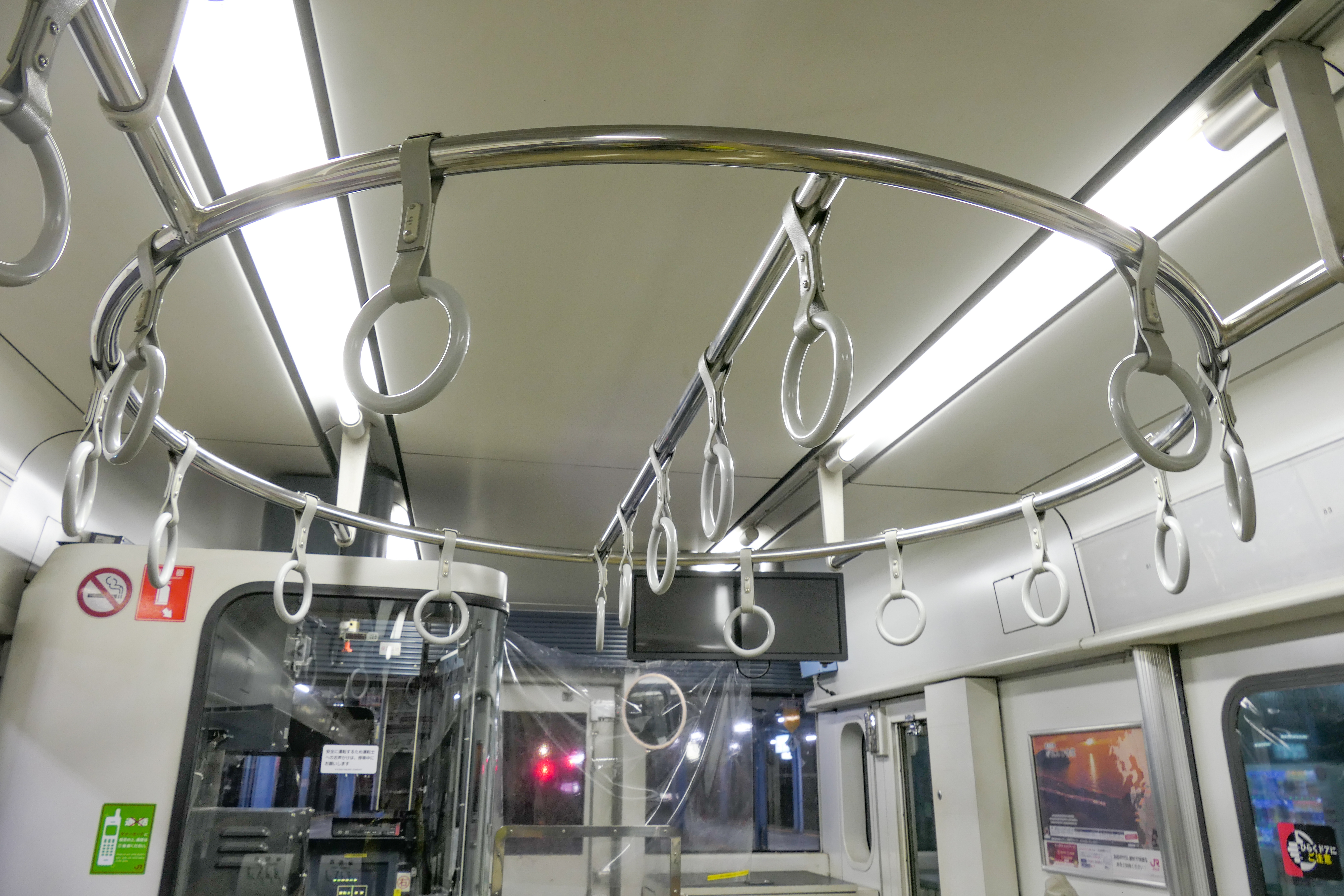
円形に配置されたドア付近の吊り革

0番台・1000番台・1100番台は車端部も含め、全席転換クロスシートで、シートピッチは900 mm、車端部連結面4席は860 mmである。座面と背もたれに難燃性の白木を使用しており、座面と腰当部と枕部分には黒色の本革を張っている。窓側の肘掛けは廃止して壁にくぼみをつけ、通路側の肘掛けも813系に比べ薄くし、通路幅を813系の654 mmから820 mmに拡大している。壁・天井の化粧板はパールアルミ色 である。乗客への被視認性を高めるため、2007年（平成19年）10月より「優先席」表示がされたシート枕カバー（白色）が装着されている。特徴的な荷物棚はアルミの押出し材で端部は当初切 断されたままの断面を表していたが、乗客の頭部に接触して傷つけることのないように角部に黒い樹脂キャップがつけられた。また、出入口脇には折りたたみ式の補助席を設けている。座席そばにある緑色LEDが点灯しているときのみ使用可能で、朝のラッシュ時等では立席スペース確保のため収納状態でロックされる。
オールロングシートの2000番台・3000番台では、合板（プライウッド）のシートにモケットを貼り付けたものとなっており、端部は4人掛け、扉間部は5人掛けのシートを2組並べて配置している。どちらも2名分の背もたれがヘッドレスト付きとなっている。モケットの柄は9種類用意されている。
出入口付近ではつり革を円形に配置し、乗降時の扉付近の混雑の緩和とデザイン性の両立を図っている。高さは、座席部分は1,650mm、通路やドア付近は1,790mmに設計されている。この配置は当形式以降(BEC819系、821系など)のJR九州の近郊・一般形車両にも採用されている。
LED式車内案内表示器は一行表示で、下り列車進行方向に向かって右側となる客用扉の上部に設置されている。日本語と英語の表記が交互に表示される。

### 機器類

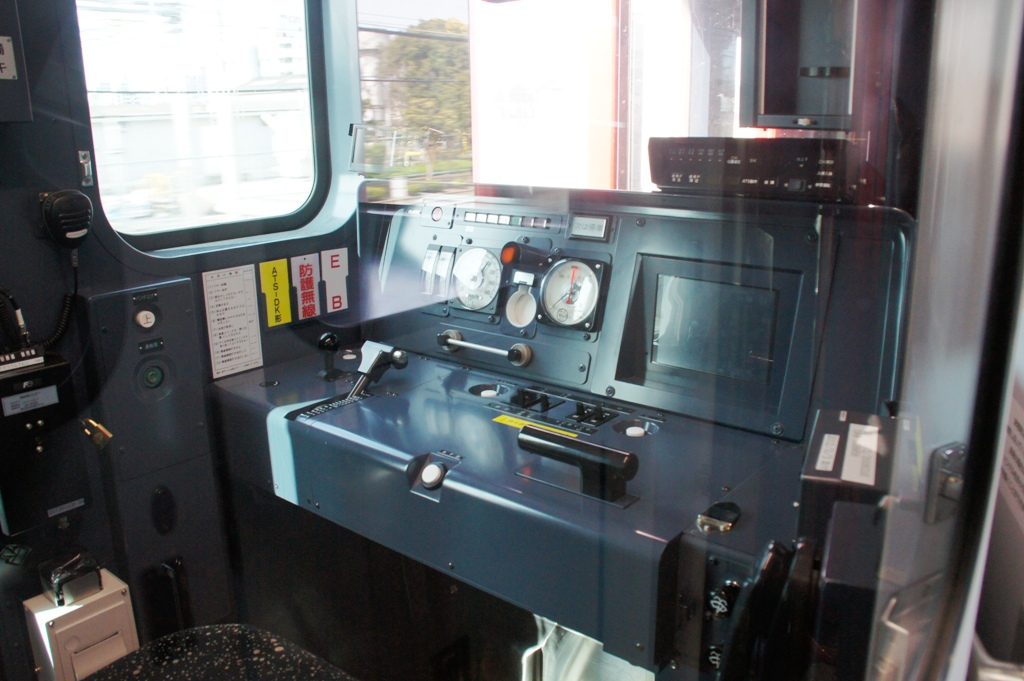
運転台（3000番台）
運転台上にはATS-DKのコンソールが設置されている。

主回路制御方式も815系と同一の3レベルPWMコンバータ + 2レベルVVVFインバータ制御であり、IGBT素子を用いた交流回生ブレーキと全電気ブレーキが使用可能な主変換装置が採用されている。主電動機、主変圧器ともに815系と同等の装置を搭載している。これにより、車両の消費電力は国鉄時代の415系のおよそ53 ％程度まで削減されている。
運転台の主幹制御器は左手操作形ワンハンドル式で、定速制御機能や乗務員支援モニタを装備するが、ワンマン機器類の配置は見直されている。後年、ATS-DK表示コンソールが運転台に乗せる形で設置された。
台車は815系と同じく軽量ボルスタレス台車の DT404K（電動車）、TR404K（制御車）を装備している。なお、ヨーダンパは3000番台にのみ装備されている。基礎ブレーキはユニット式の片押し式踏面ブレーキ使用する。

## 編成・形式
2両編成が基本で、「クモハ817形+クハ816形」、3000番台は「クハ817形+モハ817形+クハ816形」の3両編成で組成される。
編成定員は、0番台・1000番台・1100番台が168人（立席）+90人（座席）=258人（折りたたみ座席使用時）、2000番台が178人（立席）+88人（座席）=266人、3000番台が275人（立席）+144人（座席）=419人となっている。
車両番号は編成ごとに同じ番号で揃えられている。編成番号は、817系を示す「V」と、車両番号の組み合わせになっている。ただし、1000番台は「10xx」ではなく「1xx」となる。車両前面に表記される編成番号は「Vxxx」だが、正式な編成番号は直方車両センター配置車が「VGxxx」、南福岡車両区配置車が「VMxxxx」、佐世保車両センター配置車が「VNxxx」、熊本車両センター配置車が「VTxxx」、鹿児島車両センター配置車が「VKxxx」である。以前は大分車両センター配置車「VOxxx」も存在した。
- クモハ817形（3000番台以外）

2両編成の門司港方に連結される制御電動車。シングルアーム式パンタグラフ、主電動機、主変圧器および主変換装置などの電装機器を搭載している。定員は、0番台・1000番台・1100番台が131人（座席定員50名〈40+10〉：折りたたみ座席使用時）、2000番台が137人（座席定員48名）である。500番台・1500番台・1600番台では、車端部のみ転換クロスシートが残存している。着席定員はロングシート化以前と変わらない。
- クハ817形（3000番台）

3両編成の門司港方に連結される制御車。空気圧縮機を備え、連結面側に車椅子対応の洋式便所および車椅子スペースを設けている。定員は130人（座席定員40名）である。
- モハ817形（3000番台）

3両編成の中間に連結される電動車。シングルアーム式パンタグラフ、主電動機、主変圧器および主変換装置などの電装機器、非常換気装置を搭載している。定員は152人（座席定員56名、立席定員96名）である。
- クハ816形（全番台共通）

門司港方の反対側に連結される制御車。補助電源装置を搭載している。3000番台以外は空気圧縮機を備え、連結面側に車椅子対応の洋式便所および車椅子スペースを設けている。定員は、0番台・1000番台・1100番台が127人（座席定員40名〈32+8〉：折りたたみ座席使用時）、2000番台が130人（座席定員40名）、3000番台が137人（座席定員48名）である。

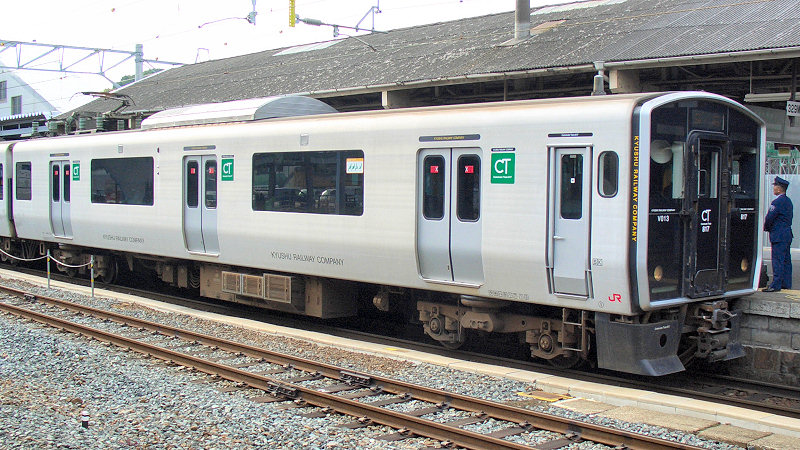
クモハ817-13
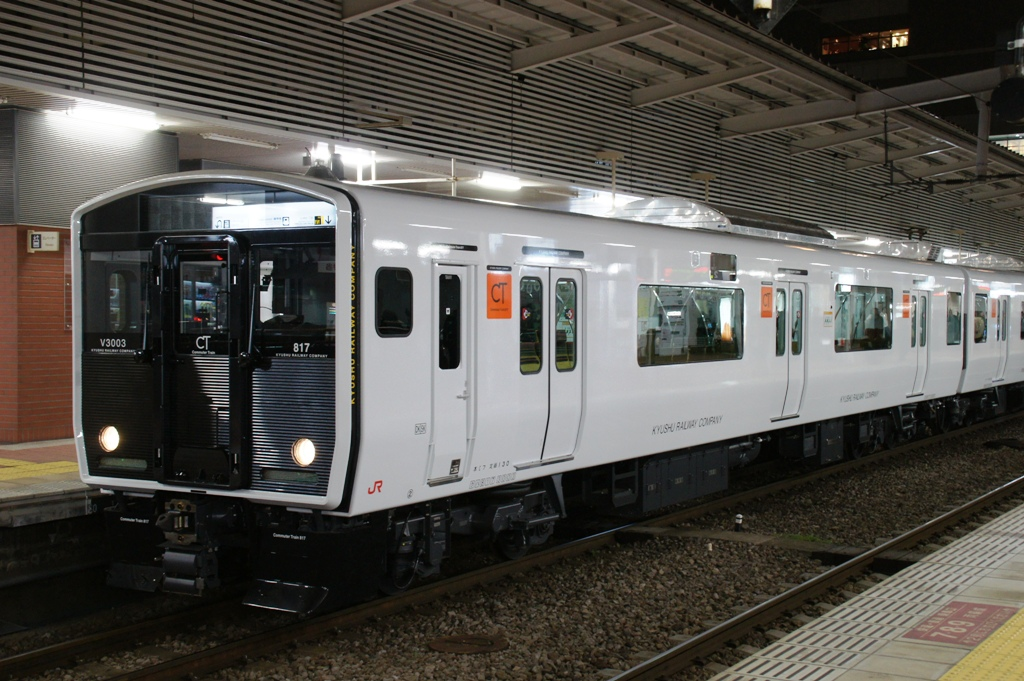
クハ817-3003
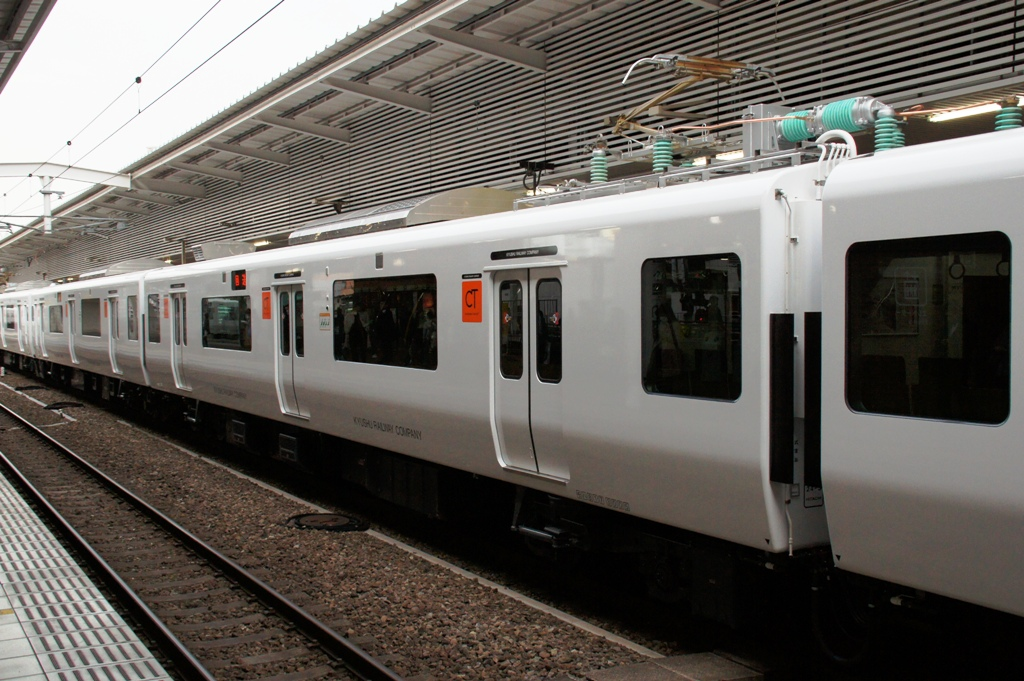
モハ817-3005
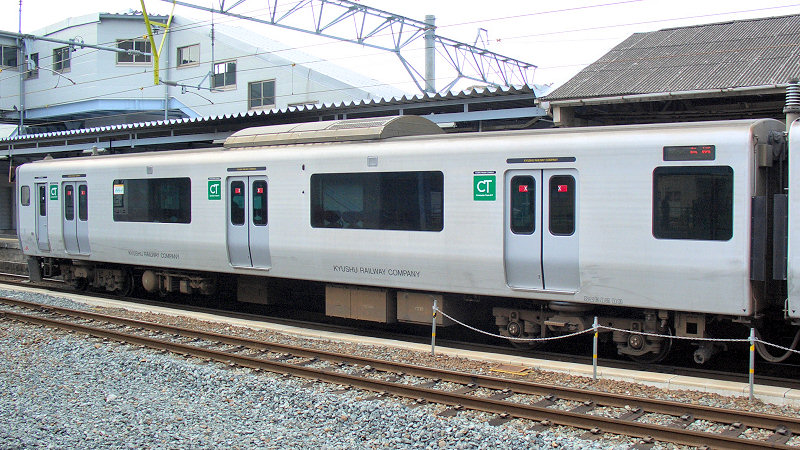
クハ816-13

## 番台区分
編成表のデータは、2024年（令和6年）4月1日現在のもの。

### 0番台・500番台

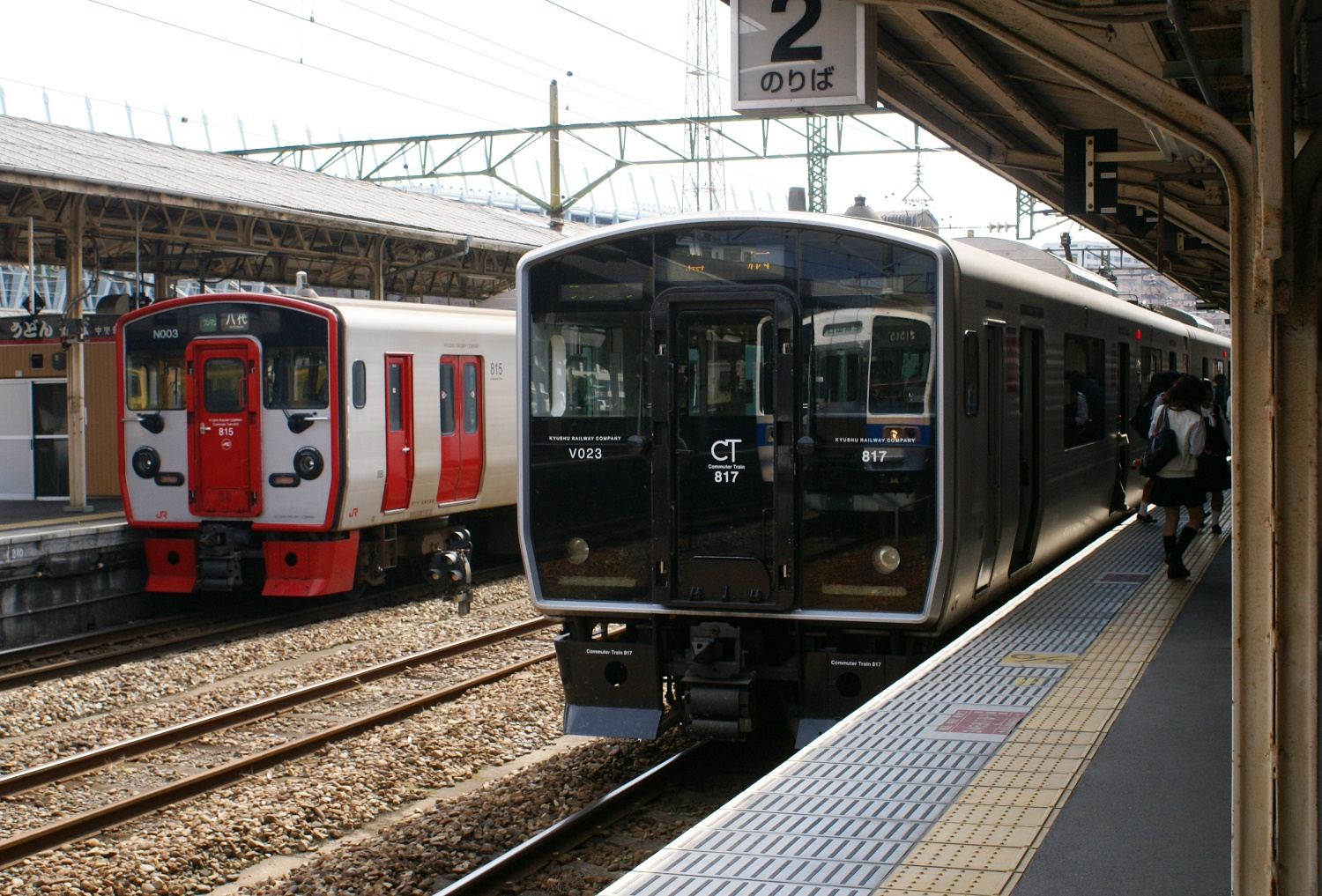
長崎本線で運用中の0番台とベースとなった815系（2009年 鳥栖駅）

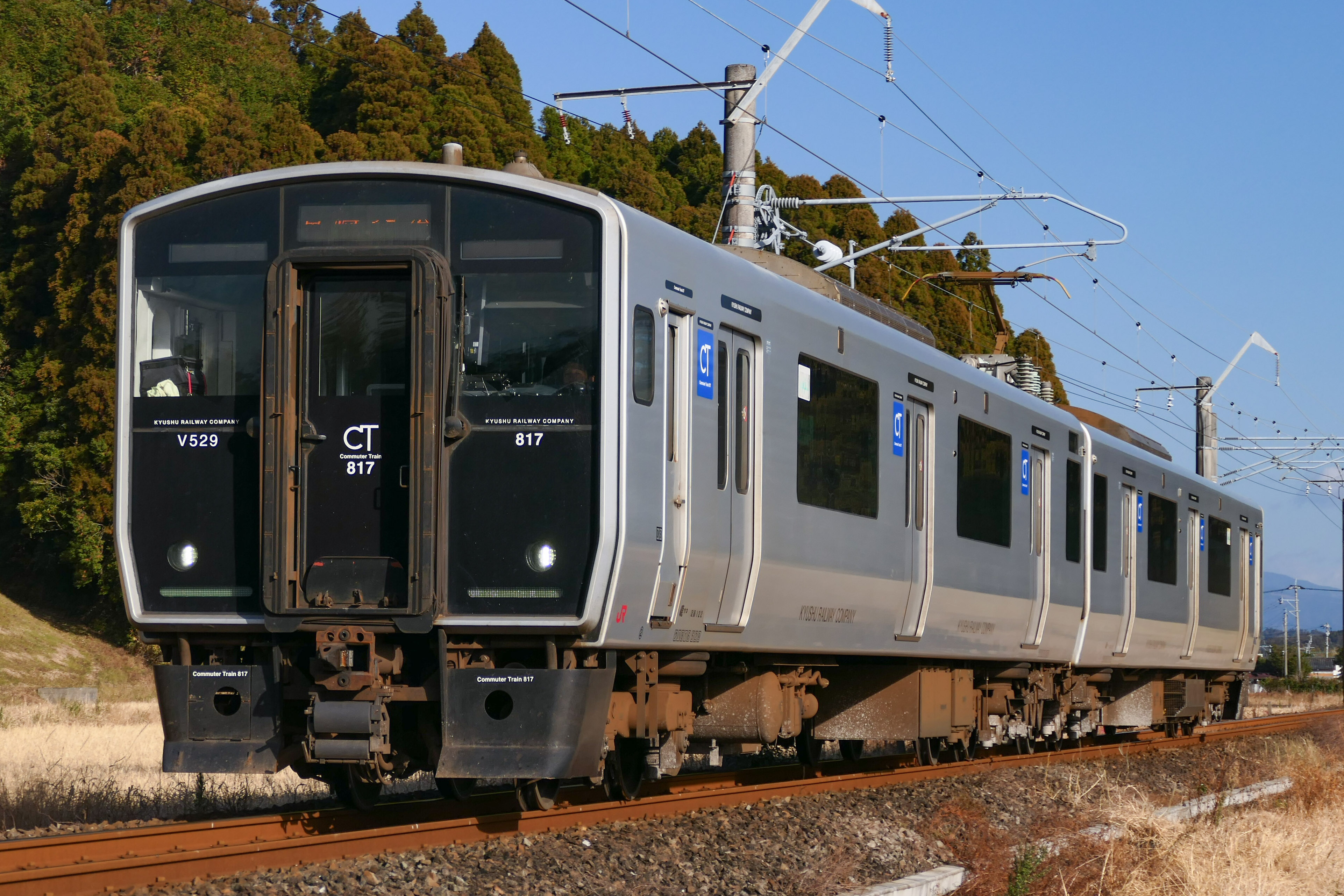
500番台

2001年（平成13年）に登場した最初のグループ。2両編成×19本38両（V001 - V019）が福北ゆたか線用として筑豊篠栗鉄道事業部直方運輸センター（現：直方車両センター）に、2両編成×12本24両（V020 - V031）が長崎本線・佐世保線用として南福岡電車区（現：南福岡車両区）に配属された。
主変換装置はV026・028 - 031編成が東芝製、その他は日立製である。補助電源装置は東洋電機製造製のIGBT-SIVを採用している。
後述の1000番台増備に伴って、直方所属の10本20両（V002 - V011）が鹿児島総合車両所（現：鹿児島車両センター）に、2本4両（V012・V013）が大分鉄道事業部大分運輸センター（現・大分車両センター）に転属した。直方に残留した編成（V001・V014 - V019）には、スタンションポールが追設された。
2021年（令和3年）以降、ロングシート化改造が行われており、施工車は車両番号・編成番号ともに500番台に改番されている。近況として、500番代の一部にフルカラーLED表示器に交換した編成が現れている。
- 0番台車内
- 0番台乗務員室
- 0番台トイレと車椅子スペース

| ← 門司港／佐世保八代・肥後大津・肥前浜・早岐 → ← 延岡川内・宮崎空港 → | ← 門司港／佐世保八代・肥後大津・肥前浜・早岐 → ← 延岡川内・宮崎空港 → | ← 門司港／佐世保八代・肥後大津・肥前浜・早岐 → ← 延岡川内・宮崎空港 → |
| --------------------------------------------------------------------- | --------------------------------------------------------------------- | --------------------------------------------------------------------- |
| 形式                                                                  | ＜ クモハ817 -#0 -#500 （Mc）                                         | クハ816 -#0 -#500 （Tc）                                              |
| 車両重量                                                              | 33.8 t                                                                | 28.4 t                                                                |
| 搭載機器                                                              | MTr,CI                                                                | SIV,CP,BT                                                             |
| 定員                                                                  | 131                                                                   | 127                                                                   |

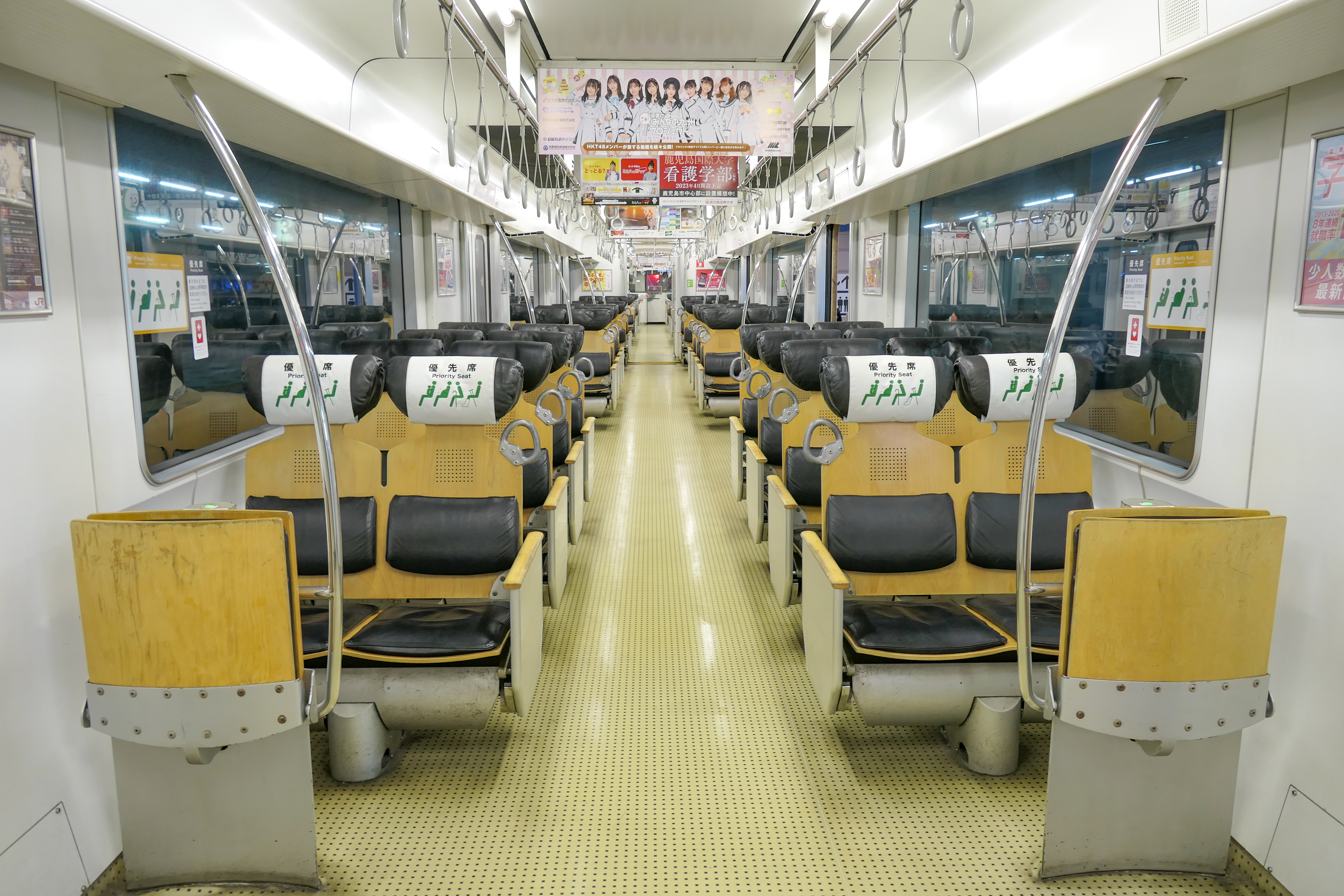
0番台車内
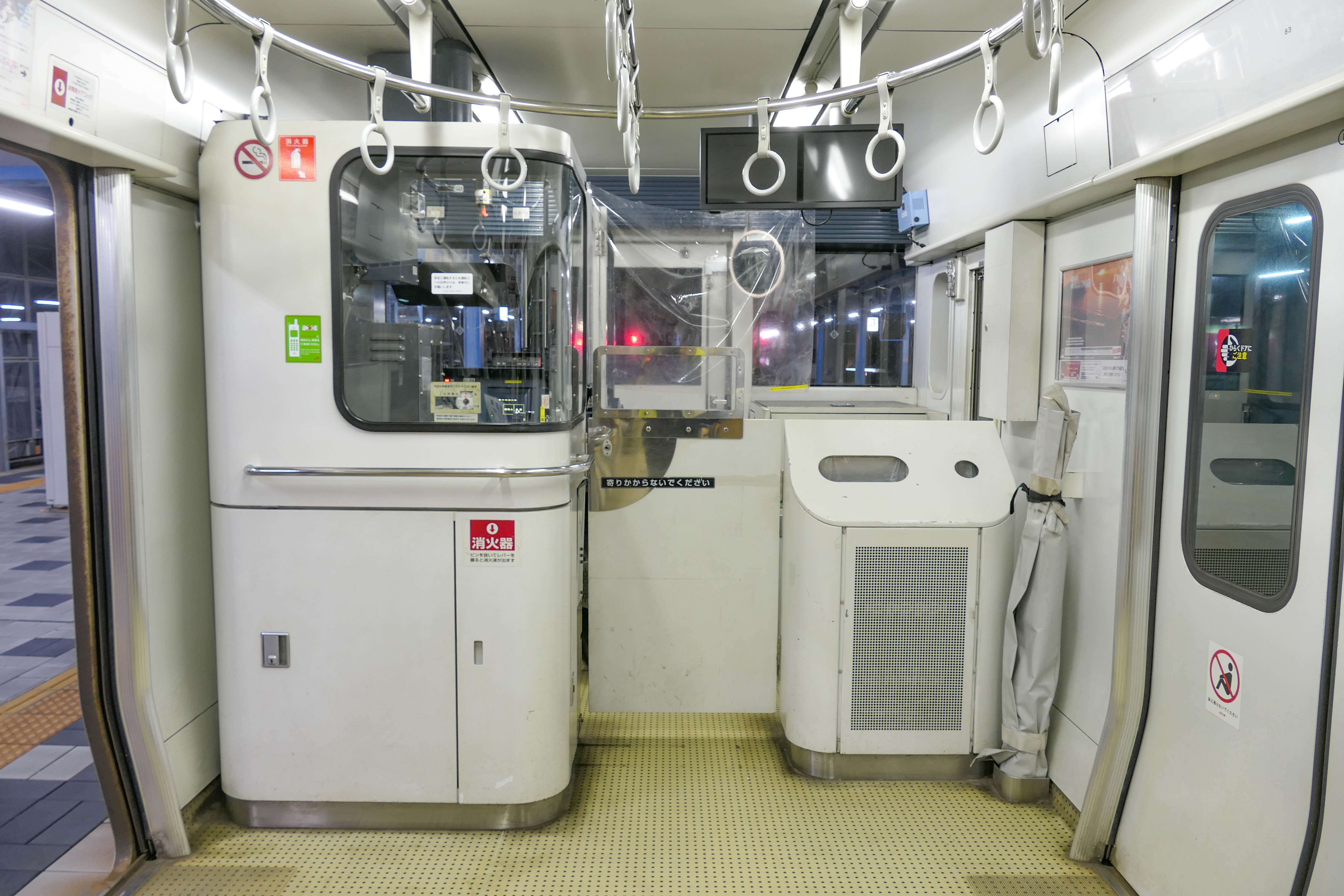
0番台乗務員室
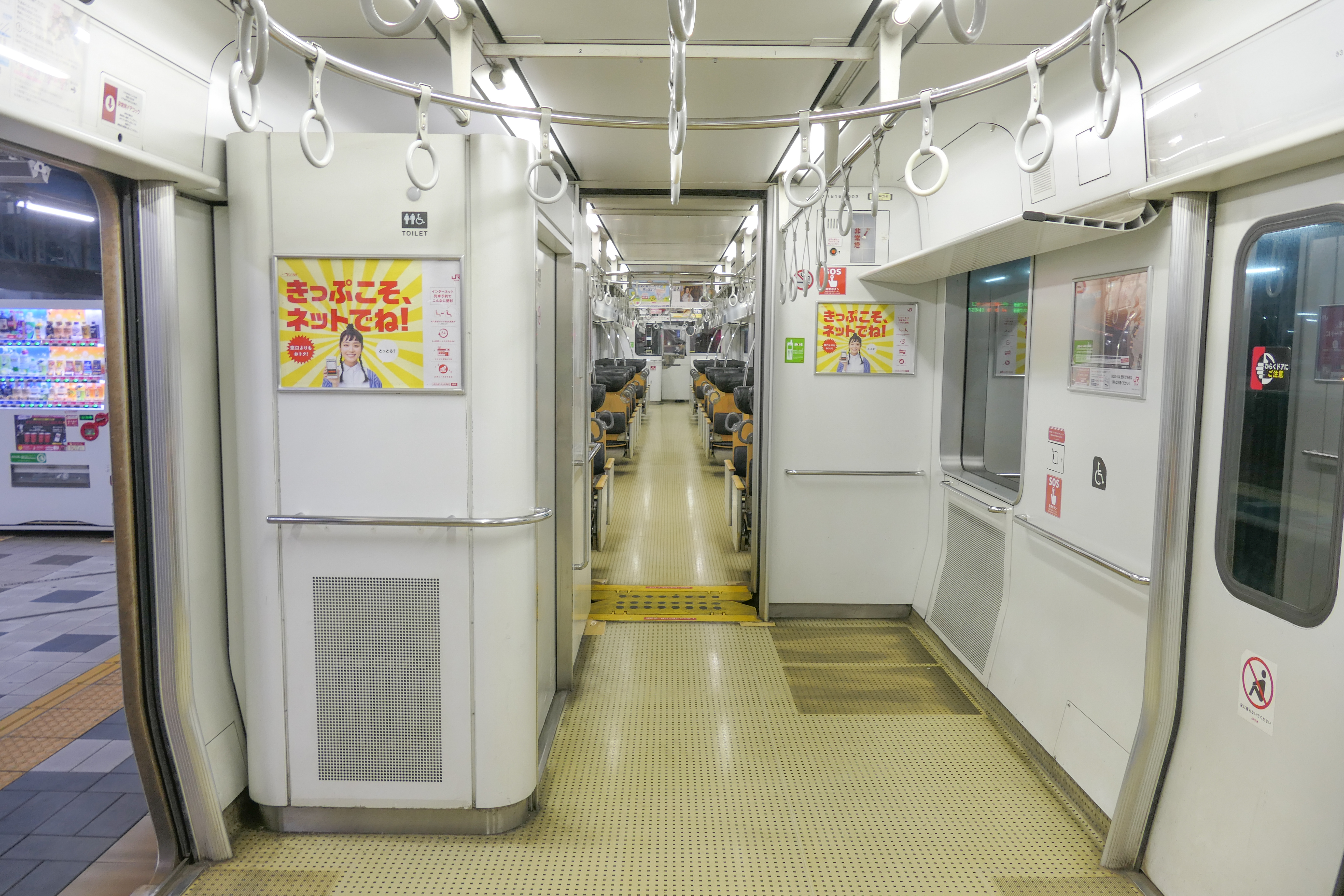
0番台トイレと車椅子スペース

- MTr：主変圧器、CI：主変換装置、SIV：補助電源装置、CP：空気圧縮機、BT：蓄電池

### 1000番台・1500番台

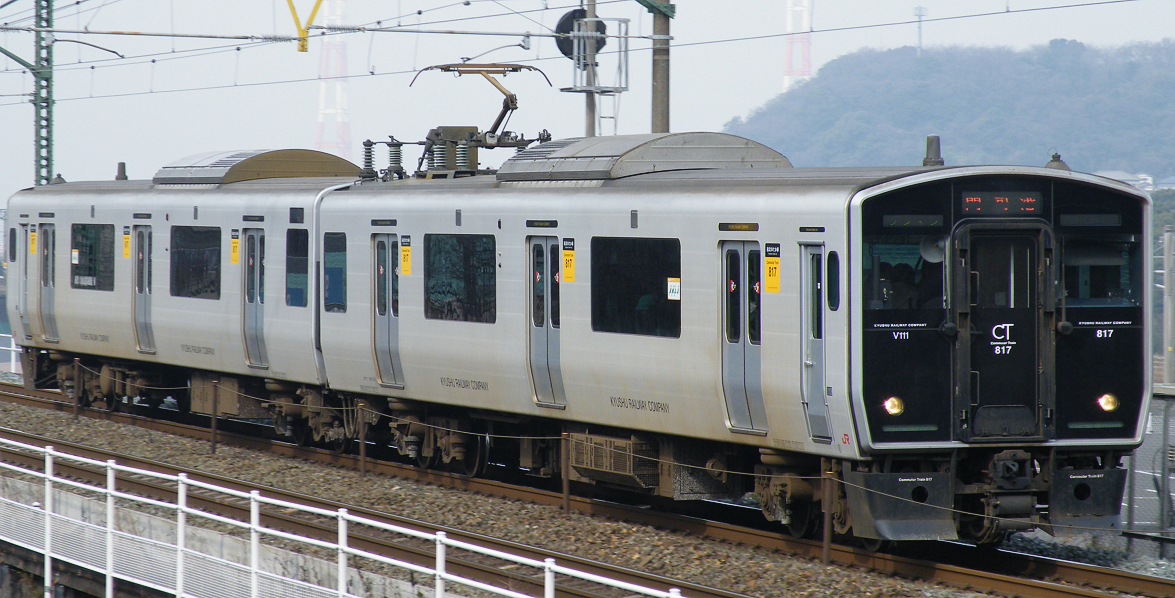
1000番台
（2009年 黒崎駅 - 八幡駅間）

2003年8月に2両編成×12本の計24両（V101 - V112）、2005年2月に2本の計4両（V113・
V114）が製造され、直方運輸センターに配属された。車両番号は1001 - 1014だが、編成番号はV101 - V114となっている。
主変換装置は、V108 - 112編成が東芝製、その他は日立製である。補助電源装置は富士電機製（2003年10月から富士電機システムズに分社化）の IGBT-SIV に変更された。
0番台からの変更点は以下のとおりである。
- 将来中間電動車を増結可能とするため、主変圧器の形式を変更、容量が増大された[25]。
- 冷房装置が変更された[25]。
- 座席の座布団の厚みが増大された[25]。
- スタンションポールを扉付近の補助座席に設置した[24]。
- 車椅子スペースに滑り止めが追加された[24]。
- 誤操作防止のため、トイレ内の洗浄ボタンはセンサーからタッチ式に変更され、非常ボタンとともに設置位置が変更された[24]。
- 車椅子用スローブを設置[27]。

2021年（令和3年）以降、ロングシート化改造が行われており、施工車は1500番台に改番されている。また、編成番号は原番号に1400を加え、車両番号に合わせている。
| ← 門司港八代・肥後大津 → ← 延岡川内・宮崎空港 → | ← 門司港八代・肥後大津 → ← 延岡川内・宮崎空港 → | ← 門司港八代・肥後大津 → ← 延岡川内・宮崎空港 → |
| ----------------------------------------------- | ----------------------------------------------- | ----------------------------------------------- |
| 形式                                            | ＜ クモハ817 -#1000 -#1500 （Mc）               | クハ816 -#1000 -#1500 （Tc）                    |
| 車両重量                                        | 34.8 t                                          | 28.4 t                                          |
| 搭載機器                                        | MTr,CI                                          | SIV,CP,BT                                       |
| 定員                                            | 131                                             | 127                                             |

- MTr：主変圧器、CI：主変換装置、SIV：補助電源装置、CP：空気圧縮機、BT：蓄電池

### 1100番台 → 1600番台
2007年（平成19年）に登場したグループで、4編成（V1101 - V1104）が直方運輸センターに配属された。全編成とも、主変換装置は日立製である。1000番台からの変更点は、以下のとおりである。
- 本系列の前面上部には左から種別表示器と行先表示器と路線名表示器が独立して設置されていたが、それらの表示器が一つにまとめられ大型化された[18]。ただし、表示はこれまでの3色表示から橙色1色表示となった。これは同時期に増備されたキハ220形200番台や813系1100番台と同様である[28]。
- 側面の表示器も大型化され、その下の客室窓（第4エンド端）のタテ寸法がその分縮小された[28]。
- 1100番台の運用区間ではワンマン運転方式が車内収受式から駅収受式に改められていたことから、車内収受式ワンマン運転用の車内機器類は準備工事に留まっている[18]。
- 火災対策として、車両間に仕切り扉を設置した[20][28]。
- 空気圧縮機は、レシプロ式からステンレス製の収納箱に入ったスクロール式に変更した（MH1092-1100K形）[29]。

2021年（令和3年）以降、ロングシート化改造が行われ、全編成が車両番号・編成番号ともに1600番台に改番された。
| ← 門司港博多 → | ← 門司港博多 →             | ← 門司港博多 →        |
| -------------- | -------------------------- | --------------------- |
| 形式           | ＜ クモハ817 -#1600 （Mc） | クハ816 -#1600 （Tc） |
| 搭載機器       | MTr,CI                     | SIV,CP,BT             |
| 定員           | 131                        | 127                   |

- MTr：主変圧器、CI：主変換装置、SIV：補助電源装置、CP：空気圧縮機、BT：蓄電池

### 2000番台

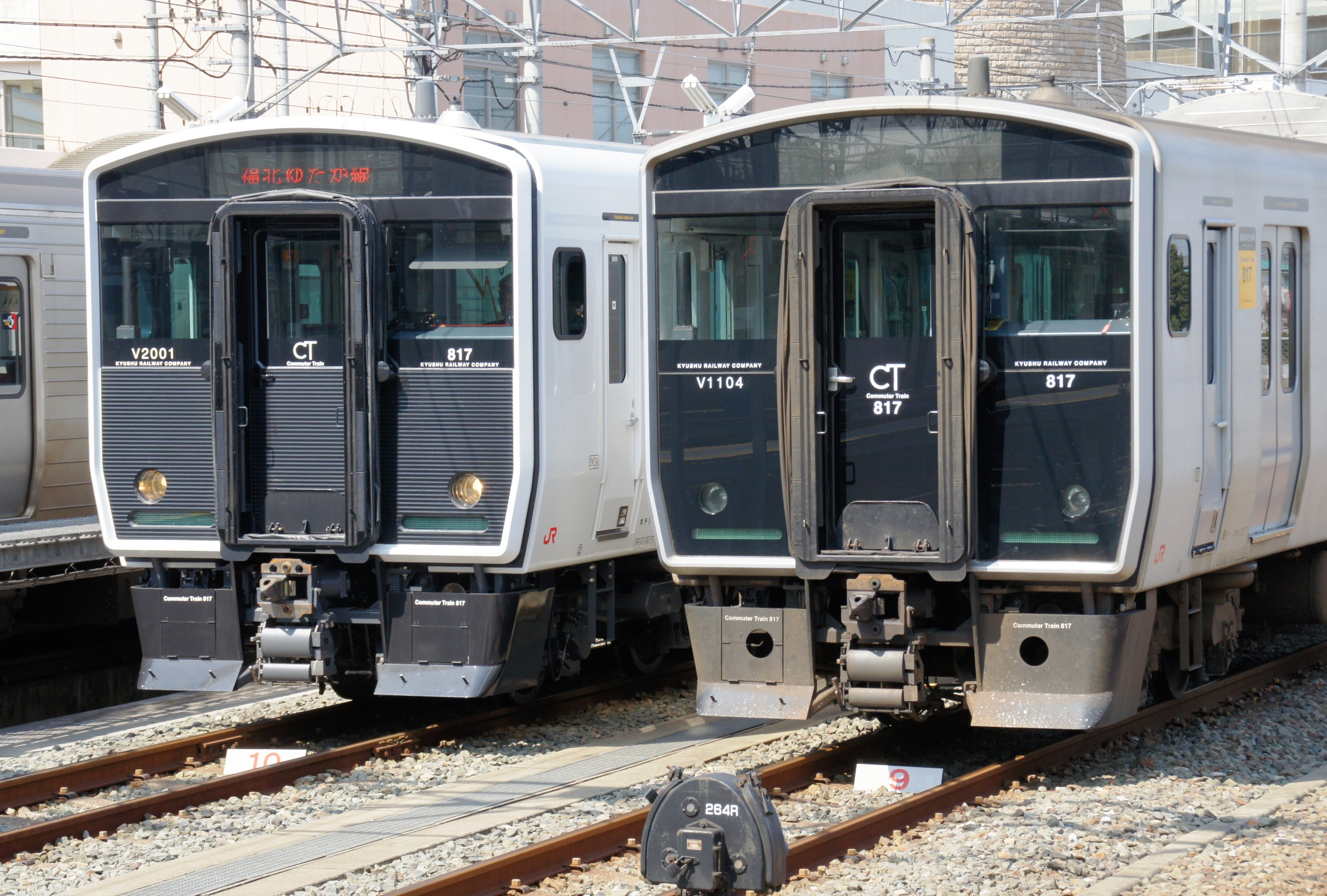
2000番台（左）と1100番台（右）
運転席下部がコルゲート状に変更されている。

2012年（平成24年）春のダイヤ改正で6本（V2001 - V2006）が福北ゆたか線向けに直方車両センターに配属された。これによって捻出された本形式の0番台によって、鹿児島地区の717系を置き換えた。2013年（平成25年）にさらに1編成（V2007）を増備した。1100番台からの変更点は、以下のとおりである。
- 輸送力増強のために座席がロングシート化された[30]。
- 従来無塗装・ヘアライン加工であった車体が白色に塗装され、踏切事故や飛来物によるガラスの破損対策として、前面の運転席下部はガラスからコルゲート状のアルミに変更された[11]。
- 各ドア上に雨樋を設置している[31]。
- 故障しても自走できるシステムを搭載しており[30]、主変換装置の構成が1C4M1群構成から1C2M2群構成に変更[20]され、停止寸前まで回生ブレーキが有効となる全電気ブレーキ機能が実装された新型のものが採用されている。路線の大半が単線である福北ゆたか線内で空気圧縮機が故障して走行不能となった場合に生じる輸送への影響の大きさを懸念し、新たに非常用の空気コックと空気タンクを装備している[32]。また、2011年（平成23年）から採用しているATS-DK装置を標準搭載している[32]。
- 運転室が半室構造から全室構造へ変更され、運転室と客室が完全に分離された[11]。
- JR九州の車両としては初めてLED照明が本格採用された[14]。
- 車内の床は既存の編成と同様の素材を採用しているが、若干色目が見直されている。出入口付近に半円状の滑り止めを、車椅子スペースに雲形の滑り止めを配置している[14]。なお、V2006編成は、運転室とトイレ部分を除いて難燃性の木材によるフローリング仕様となっている[14]。
- 車内の貫通扉は各車両に設置している[20]。
- LED式車内案内表示器は千鳥配置に変更している[32]。
- スタンションポールには黄色の滑り止めを追加している。
- トイレはバリアフリー対応の循環式・洋式トイレを採用。天上のスリットを拡大し、ダウンライトもLED化のうえ2基に増やされた[14]。トイレ横には車椅子スペースと介助者用の補助椅子、窓下にはミニテーブルが配置されている[14]。

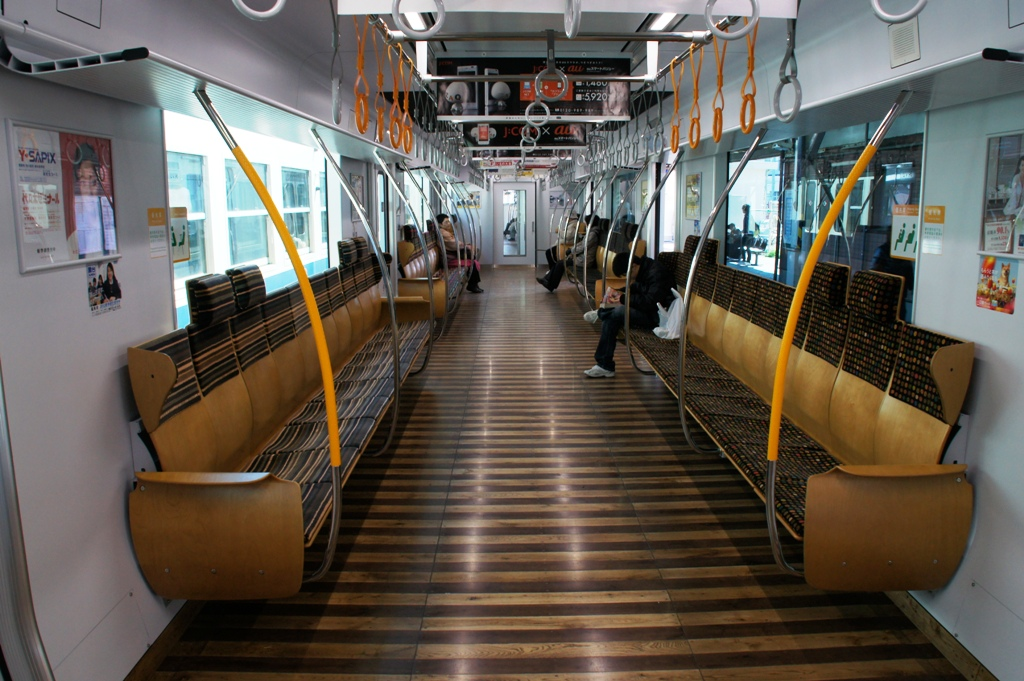
2000番台V2006編成の車内
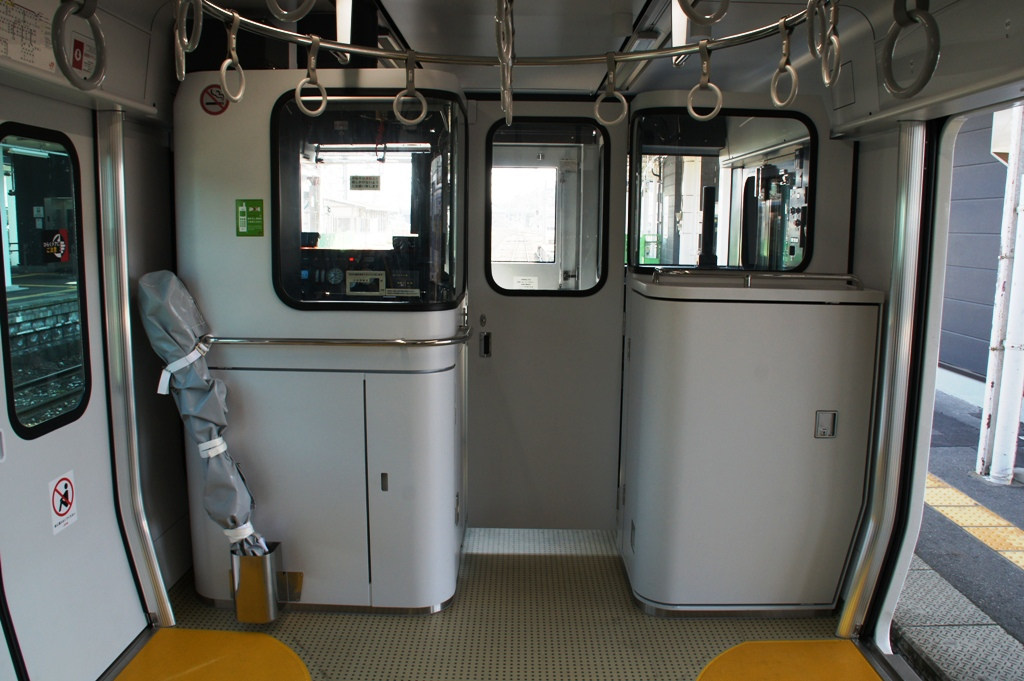
2000番台乗務員室

| ← 門司港博多 → | ← 門司港博多 →             | ← 門司港博多 →        |
| -------------- | -------------------------- | --------------------- |
| 形式           | ＜ クモハ817 -#2000 （Mc） | クハ816 -#2000 （Tc） |
| 車両重量       | 35.2 t                     | 28.0 t                |
| 搭載機器       | MTr,CI                     | SIV,CP,BT             |
| 定員           | 137                        | 130                   |

- MTr：主変圧器、CI：主変換装置、SIV：補助電源装置、CP：空気圧縮機、BT：蓄電池

### 3000番台

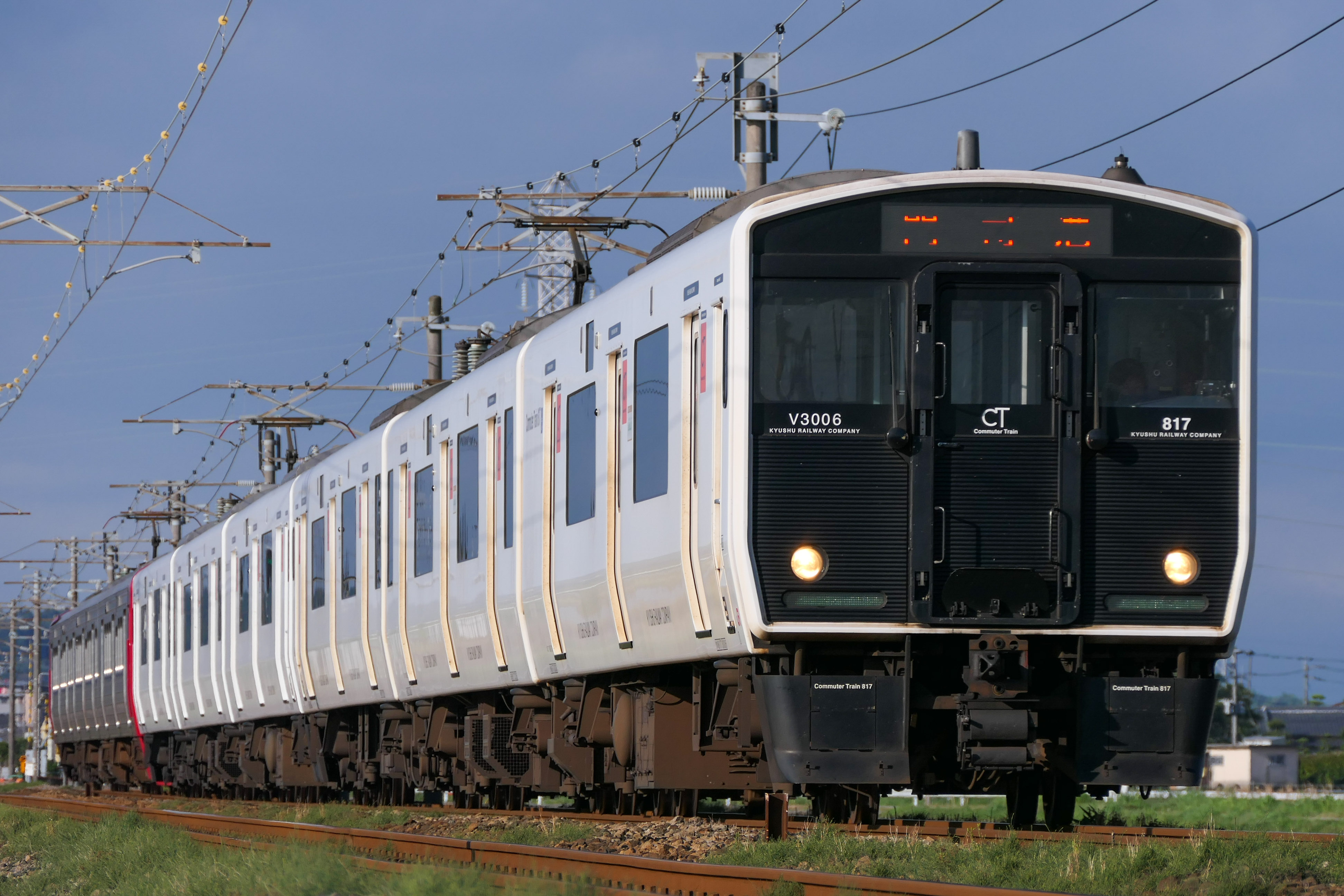
鹿児島本線で813系との併結運用に就く3000番台

鹿児島本線のラッシュ対策および415系を置き換えるために2012年（平成24年）に登場したグループ。817系初の中間車が組み込まれた。5本（V3001 - V3005）が南福岡車両区に配属され、以降2015年（平成27年）まで増備された。同時期に導入された2000番台とおおむね同様の仕様変更が行われているが、以下の相違点がある。
- 側面の行き先表示が中間側妻面から両側面の左側の大型窓の上に移動している。
- 快速列車などでの813系などとの共通運用を念頭に置き、走行性能・ブレーキ性能の見直しを行ったほか、ヨーダンパを装備している。
- ワンマン運転には非対応である。
- 運転台の客室側面は磨りガラス仕様となっている。

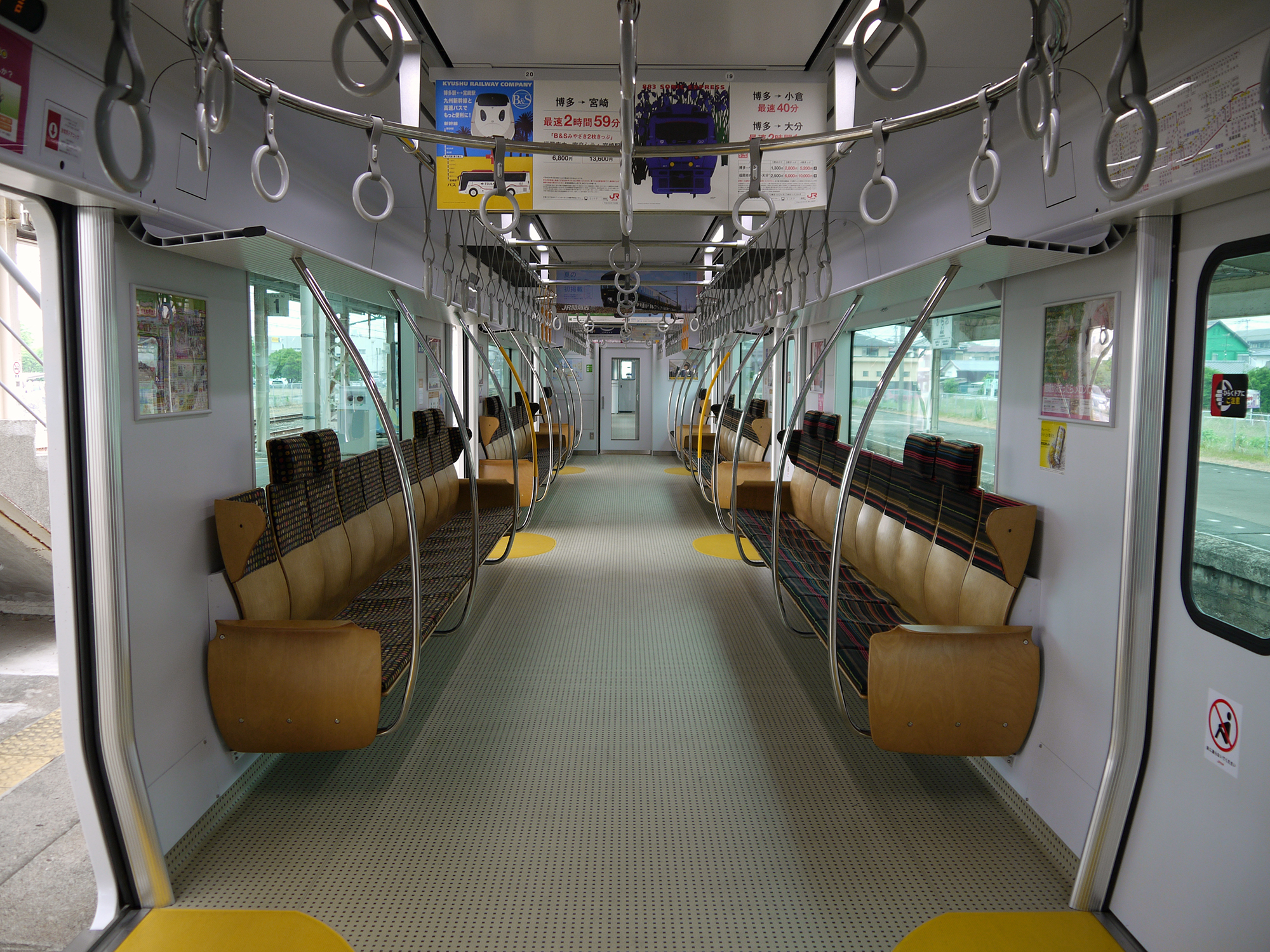
3000番台車内
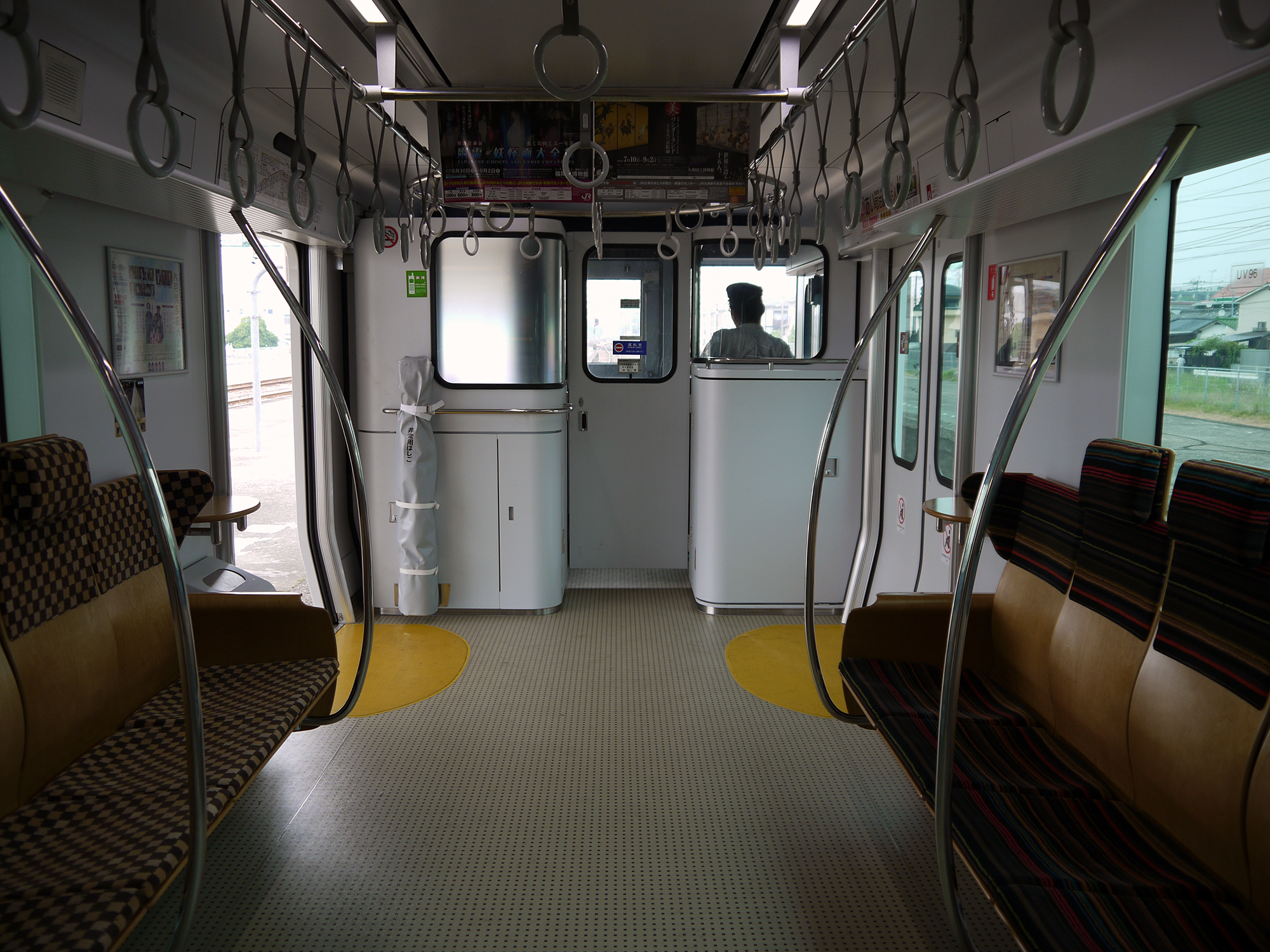
3000番台乗務員室
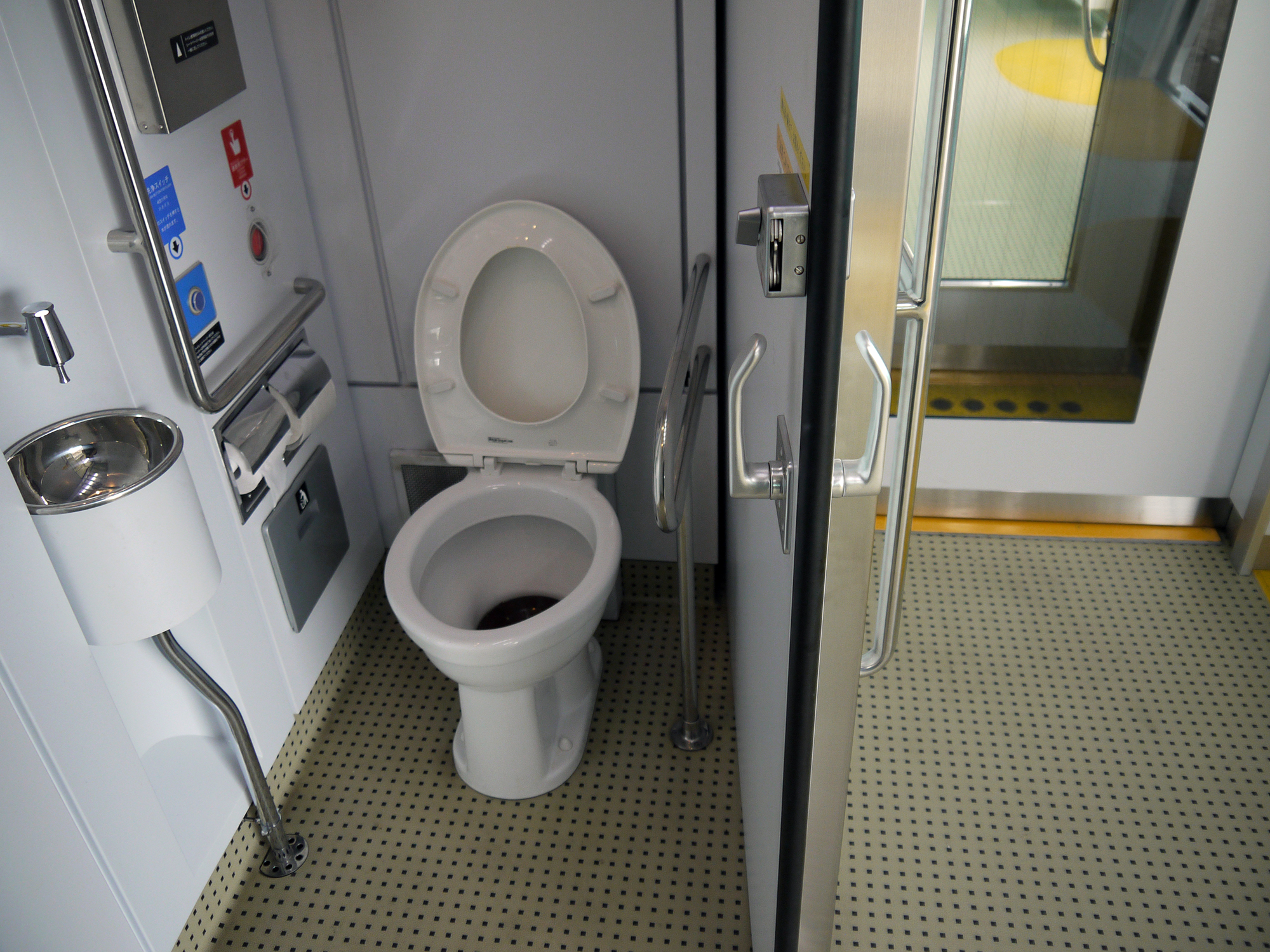
3000番台トイレ内部
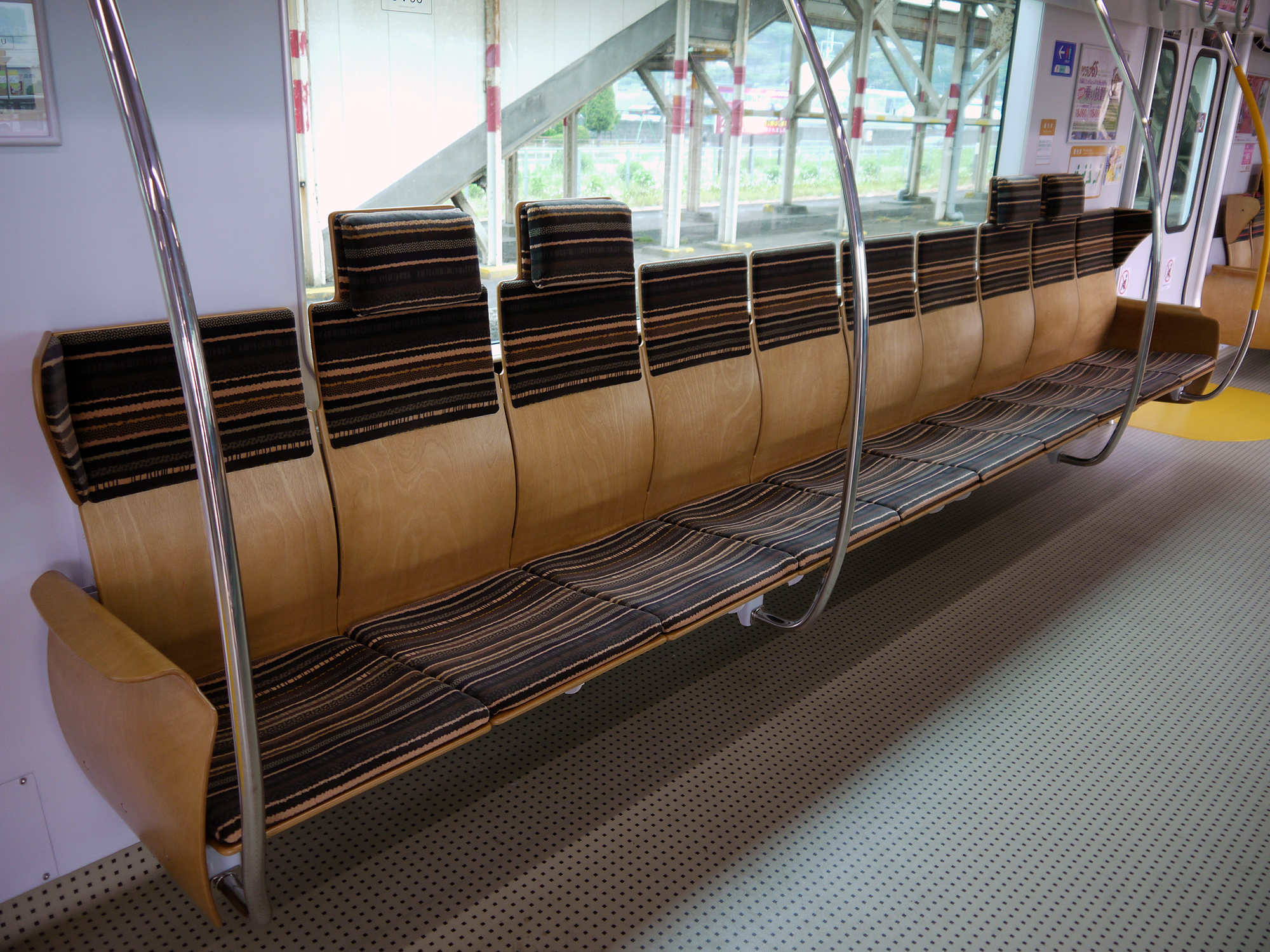
プライウッド製の片持ち式ロングシート
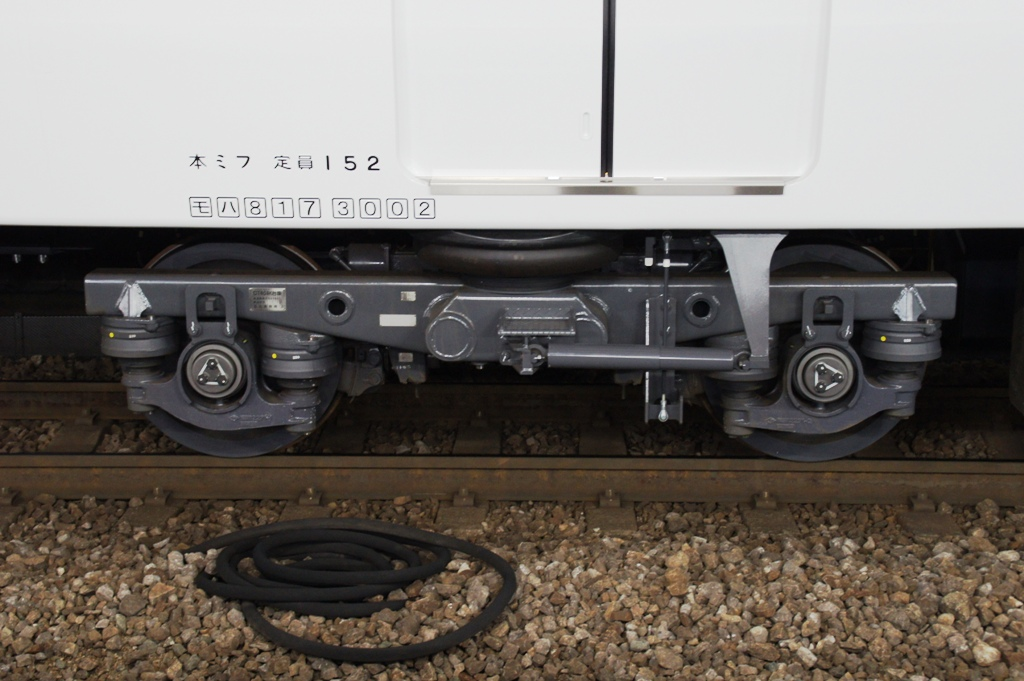
ヨーダンパ付きのDT404K台車
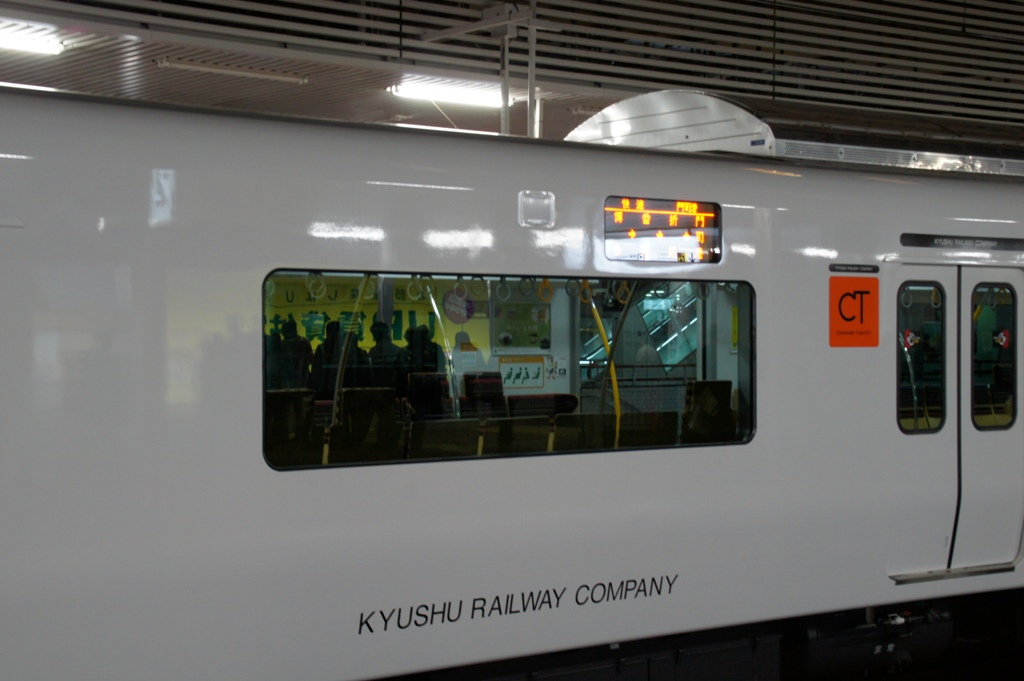
車両中央に設置されたLED式行先表示器

| ← 門司港・佐世保荒尾・肥前浜・早岐・柳ヶ浦 → | ← 門司港・佐世保荒尾・肥前浜・早岐・柳ヶ浦 → | ← 門司港・佐世保荒尾・肥前浜・早岐・柳ヶ浦 → | ← 門司港・佐世保荒尾・肥前浜・早岐・柳ヶ浦 → |
| -------------------------------------------- | -------------------------------------------- | -------------------------------------------- | -------------------------------------------- |
| 形式                                         | クハ817 -#3000 （Tc）                        | ＞ モハ817 -#3000 （M）                      | クハ816 -#3000 （T'c）                       |
| 車両重量                                     | 28.0 t                                       | 34.0 t                                       | 27.8 t                                       |
| 搭載機器                                     | CP                                           | MTr,CI                                       | SIV,BT                                       |
| 定員                                         | 130                                          | 152                                          | 137                                          |

- MTr：主変圧器、CI：主変換装置、SIV：補助電源装置、CP：空気圧縮機、BT：蓄電池

## 沿革
- 2001年（平成13年）
  - 8月：0番台19本（V001 - V019）が福北ゆたか線用として直方運輸センターに、12本（V020 - V031）が長崎本線・佐世保線用として南福岡電車区に配属された[19]。
  - 10月6日：各線区で営業運転を開始。このうち福北ゆたか線では電化開業と同時であり、ワンマン運転も開始された。
- 2002年（平成14年）
  - 3月：長崎本線・佐世保線全線でワンマン運転を開始。
  - 8月13日：V028編成が佐世保線西有田信号場 - 三河内駅間で踏切障害に伴う脱線事故に遭遇[34]。
- 2003年（平成15年）
  - 8月：1000番台12本（V101 - V112）が直方運輸センターに配属。これに伴い、同センターから0番台10本（V002 - V011）が鹿児島総合車両所に[12]、2本（V012・V013）が大分運輸センターに転属[24]。鹿児島本線・日豊本線の鹿児島・宮崎・大分地区での運用開始。
  - 10月1日：川内駅 - 西鹿児島駅間および延岡駅 - 国分駅間でワンマン運転を開始[35]。
- 2005年（平成17年）
  - 3月1日：0番台が2本ずつ、直方運輸センター（V016・V017）および大分運輸センター（V012・V013編成）から熊本鉄道事業部熊本運輸センター（現・熊本車両センター）に転属。鹿児島本線鳥栖駅 - 銀水駅間ワンマン運転開始に伴い、同線鳥栖駅 - 八代駅間および豊肥本線熊本駅 - 肥後大津駅間での運用開始。同時に日豊本線大分地区からは撤退。
  - 南福岡電車区所属車は、すべて長崎鉄道事業部長崎運輸センターに転属[12]。運用面での大きな変化はない。
- 2006年（平成18年）
  - 3月18日：一部線区で、ワンマン運転方式を車内収受方式から駅収受方式に変更。
  - 3月18日：VK009編成が日豊本線土々呂駅 - 旭ヶ丘駅間で踏切障害に伴う脱線事故に遭遇[36]。
- 2007年（平成19年）
  - 2月26日：1100番台4本（V1101 - V1104）が落成。直方運輸センターに配属。
- 2012年（平成24年）
  - 3月17日：2000番台6本（V2001 - V2006）が直方車両センターに、3000番台5本（V3001 - V3005）が南福岡車両区に配属[33]。通勤・通学時間帯の福北ゆたか線・鹿児島本線を中心に運転を開始[37]。
  - 10月14日：VK004編成が鹿児島中央駅構内にて脱線事故に遭遇[38]。
  - 交流蓄電池電車の開発を開始。VG114編成に蓄電池を設置する改造を行った（詳細は#蓄電池電車（試作車）を参照）。
- 2014年（平成26年）
  - 長崎車両センターの車両部門移管に伴い、同所所属の全車両が佐世保車両センターへ移管。
  - 鹿児島車両センター・佐世保車両センターに所属する0番台・1000番台が、従来のLED式運賃表示器から、レシップ社のOBCビジョンに逐一交換される。
- 2015年（平成27年）
  - 3月：日立製作所から3000番台2本（V3010・3011）が甲種輸送された。これをもって817系の増備は終了し、以降の増備は821系へ移行した。
  - 4月：V1102編成クハ816-1102の台車を川崎重工業製のサスペンション機能付き炭素繊維強化プラスチック（CFRP）フレームを使用した新型台車「efWING」に交換したものが小倉総合車両センターから出場した。
  - 4月 - 5月：JRおおいたシティ開業にともなう日豊本線列車の増発・増結に際し、佐世保車両センターから0番台1本（VN026編成）が1か月間、大分車両センターに貸し出された。大分地区での817系の営業運転は10年ぶり。期間中は中津駅 - 佐伯駅間で通常運用される815系に増結する形で充当された。
- 2016年（平成28年）
  - 10月1日：日豊本線佐土原駅 - 日向住吉駅間でVK104編成がダンプカーと衝突し、大破。運用離脱し、同年中に小倉工場へ回送された｡
  - 12月 - 翌年1月：前述の運用離脱に伴い、直方車両センターから鹿児島車両センターに1000番台1本（VG111編成）が貸し出された。
- 2017年（平成29年）
  - 3月4日：ダイヤ改正により、直方車両センター所属車とBEC819系との異形式相互連結が開始される。
- 2019年（平成31年）
  - 3月23日：2016年（平成28年）の踏切事故で大破し､小倉総合車両センターに入場していたVK104編成が小倉総合車両センターを出場し回送される。
- 2020年（令和2年）
  - 1月31日：V003編成の前照灯がLED化。その後鹿児島、熊本、長崎に所属している各編成の前照灯のLED化が進んだ。なお鹿児島地区へ2022年（令和4年）に直方から転属した3編成については、現在もLEDライトへの換装は行われていない。
- 2021年（令和3年）
  - 6月4日：VG111編成の車内がロングシート化され、VG1511編成に改番のうえ小倉総合車両センターを出場[22]。以降0・1000・1100番台に同様の改造が順次行われる。
- 2022年（令和4年）
  - 9月22日：西九州新幹線開業に伴うダイヤ改正
    - 直方から1編成（VG1510）、佐世保から4編成（VN023・VN025・VN027・VN529）、熊本から7編成（VT513・VT515・VT517・VT521・VT1505・VT1506・VT1512）が鹿児島に転属した。
    - 長崎本線佐賀駅 - 江北駅でワンマン運転時の車内収受を再開。
    - 日豊本線都城駅 - 鹿児島中央駅で4両運転のワンマン運転を開始。都城駅 - 国分駅にて4両運転時の駅収受ワンマンを開始。
- 2024年（令和6年）10月4日：日豊本線北俣駅構内の踏切でVK002編成がごみ収集車と衝突[39]し、破損。運用離脱した｡

## 所属および運用
所属については2024年（令和6年）4月1日現在のデータ。

### 直方車両センター所属車
運用区間
- 福北ゆたか線・鹿児島本線（小倉駅 - 直方駅 - 博多駅）

配置
- 1500番台：3編成6両（VG1511・1513・1514）
- 1600番台：4編成8両（VG1601 - 1604）
- 2000番台：7編成14両（VG2001 - 2007）

2・4両編成ではワンマン運転を実施している。ただし、4両編成ワンマン列車は直方 - 博多間である。運行開始当初から2006年（平成18年）3月18日のダイヤ改正までは、無人駅では車内で整理券発行と運賃収受を行う車内収受式であった。以降は駅収受式となって、整理券発行機は使用されておらず、運賃表示機は次駅のみを表示するようになった。
2007年（平成19年）3月より、運転席に設置されたホーム確認用液晶モニターの運用を開始した。これは、以前プラットホームに設置されていたホーム確認用バックミラーの機能を有するものである。駅に近づくと点灯し、駅からある程度離れると自動的に消灯する。
2009年（平成21年）4月より、ワンマン運転時のみホーム検知装置の運用を開始した。これは、車両側に設置された装置と各駅のホームの線路内に設置された地上子により、ホームの有無・左右方向を判定し、ドアがホームにかかっていない場合もしくはホームと反対側のドアを開扉操作した場合には、開扉できないようにする装置である。取付は直方所属の817系・813系電車に順次行われ、取付済み車両には「ホーム検知搭載車両」のステッカーが運転台モニタ上に貼り付けられている。
2001年（平成13年）の運行開始時には、0番台が19編成38両が配属されたが、1000番台・1100番台・2000番台が投入されるたびに、他所へと転属している。
2018年（平成30年）4月下旬より、VG108 - 111・113・114・1101 - 1104編成の乗降口の横に設置されている補助席が終日使用停止となり、その後座布団部板が撤去されクッションの取付けが施されている。

### 南福岡車両区所属車
定期運用区間
- 鹿児島本線（門司港駅 - 荒尾駅）

代走等で入線
- 日豊本線（小倉駅 - 柳ヶ浦駅）
- 長崎本線（鳥栖駅 - 肥前浜駅）
- 佐世保線

配置

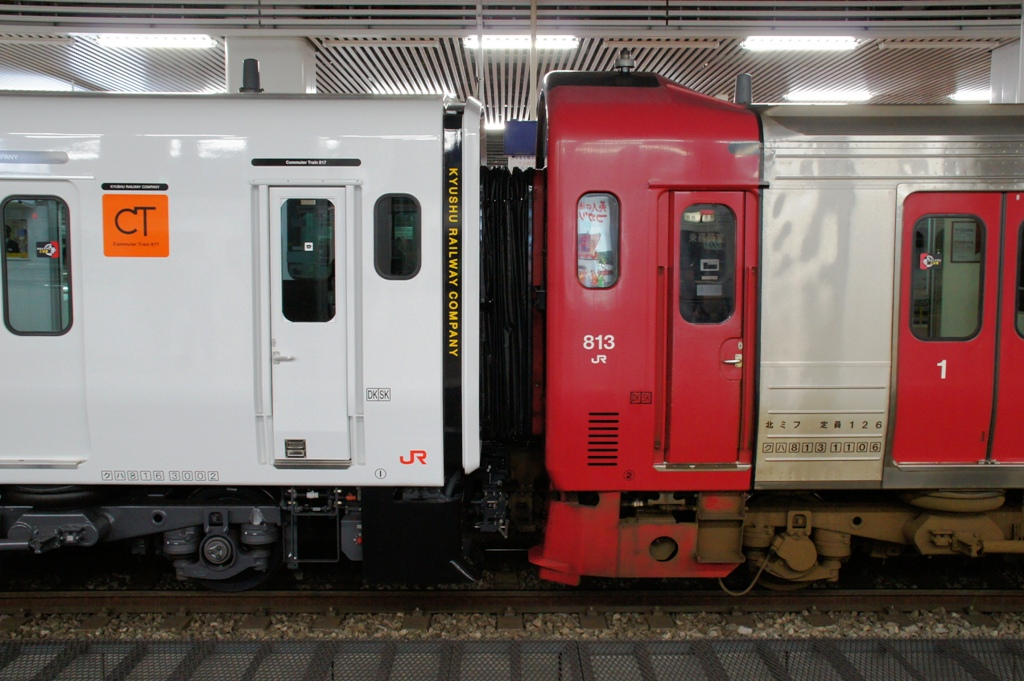
813系RM1106編成と併結する817系VM3002編成

- 3000番台：11編成33両（VM3001 - 3011）

2001年（平成13年）に0番台11本（V020 - 031）が新製配置後、2005年（平成17年）2月に全車が長崎に転属して一旦配置がなくなったが、2012年（平成24年）3月17日に3000番台5本が新製配置され、2013年（平成25年）3月に4本、2015年（平成27年）3月に2本が増備されている。813系との併結運用もある。
2022年（令和4年）9月23日の西九州新幹線開業に伴うダイヤ改正までは福北ゆたか線（博多駅 - 直方駅）での定期運用が存在した。また、日豊本線や長崎本線・佐世保線への入線は、主にダイヤの乱れ等の代走によるものである。

### 佐世保車両センター所属車
運用区間
- 長崎本線（鳥栖駅 - 肥前浜駅）
- 佐世保線
- 鹿児島本線（博多駅 - 大牟田駅）

配置
- 0番台：7編成14両（VN020・022・024・026・028・030・031）

全編成とも2001年（平成13年）の新製時に南福岡電車区に配属され、その後、長崎車両センター→佐世保車両センターへと転属している。
運用線区全区間で、2両編成時はワンマン運転を実施している。当初は全区間車内収受式であったが、2006年（平成18年）3月18日ダイヤ改正より鹿児島本線と長崎本線鳥栖駅 - 肥前山口（現：江北）駅間、諫早駅 - 長崎駅間は駅収受式に変更された。それ以外の区間は車内収受式である。
鹿児島本線内では、熊本車両センターの車両と併結し4両編成で運転される運用がある。
大村線での定期運用は存在しないが、「ハウステンボスリレー号」などの臨時列車として早岐駅 - ハウステンボス駅間で運用されることがある。
2022年（令和4年）9月23日より、長崎本線の一部電化廃止により、肥前浜駅 - 長崎駅間から撤退した。同時に、VN523・VN025・VN027・VN529の4本が鹿児島に転属、佐賀駅 - 江北駅が再び車内収受式に変更されている。

### 熊本車両センター所属車
運用区間
- 鹿児島本線（博多駅 - 八代駅）
- 豊肥本線（熊本駅 - 肥後大津駅）

配置
- 500番台：3編成6両（VT501・512・516）
- 1500番台：1編成2両（VT1507）

なお、本所所属のすべての817系がロングシート改造されている。
本所への新製配置はなく、全車とも転入車である。VT105編成は2016年（平成28年）に鹿児島から、VT021編成は2019年（平成31年）に佐世保から転入したが、運賃表示機がOBCビジョンからLEDに戻されている。
2012年（平成24年）度のダイヤ改正より、博多駅 - 大牟田駅間で長崎車両センターの817系を併結した運用が新設された。
当センター所属の815系と共通の運用である。
博多駅 - 鳥栖駅間以外の全運用区間で、2・4両編成時はワンマン運転を実施している。2006年（平成18年）3月までは車内収受式だったが、現在は駅収受式のため、運賃箱と整理券発行機は使用されていない。
2022年（令和4年）9月ダイヤ改正にて、豊肥本線での821系運転開始に伴い、821系が熊本車両センターに転属。VT513・VT515・VT517・VT521・VT1505・VT1506・VT1512の7編成が鹿児島に転属した。

### 鹿児島車両センター所属車
運用区間
- 鹿児島本線（川内駅 - 鹿児島駅）
- 日豊本線（延岡駅 - 鹿児島駅）
- 日南線（南宮崎駅 - 田吉駅）
- 宮崎空港線

配置
- 0番台：12編成24両（VK002・003・005・007 - 011・014・019・025・027）
- 500番台：9編成18両（VK504・506・513・515・517・518・521・523・529）
- 1000番台：4編成8両（VK101・103・104・108）
- 1500番台：6編成12両（VK1502・1505・1506・1509・1510・1512）

熊本車両センターと同様に当センターへの新製配置はなく、全編成が転入車両である。南福岡車両区に新製配置された5編成（VN023・VN025・VN027・VN521・VN529）を除いて、直方運輸センターからの転属車両となっている。このうち直方運輸センターからの転入のほとんどは同センターへの1000番台・1100番台・2000番台の配置に伴うものである。2022年（令和4年）9月には415系の置き換え、713系の運用減を目的とした817系の大規模転属が行われた。長崎本線の非電化、821系の熊本転属および821系の福北ゆたか線運用で817系の運用減となった直方・熊本・佐世保から12編成が転 入し、2両編成の817系のおよそ半数に当たる31本62両が所属している。
転属当初は日豊本線での運用が主体だったが、2004年（平成16年）3月13日以降は鹿児島本線での運用が主体となり、同線内普通列車のスピードアップや老朽車両の置き換えが図られている。また編成の向きは、転入当初では本センター所属の475・457系などと同様に鹿児島本線上での向きを基準としていたため、日豊本線などその他の線区では上下の向きが逆転していたが、2007年（平成19年）3月現在では方向転換が行われ、日豊本線を基準とする向き（クモハ817形が713系のクモハ713形と同一方向を向く）となった。
全区間でワンマン運転を実施している。国分駅 - 鹿児島駅間は2006年（平成18年）3月に、都城駅 - 国分駅間は4両編成に限り2022年（令和4年）9月に、延岡駅 - 都城駅は4両編成に限り2025年（令和7年）4月に車内収受式から駅収受式に変更された。かつては都城駅 - 鹿児島中央駅間で当形式による6両運転が行われていた。
2013年（平成25年）3月より、ワンマン運転時のみホーム検知装置の運用を開始した。装置取付済み車両には、直方所属の車両同様「ホーム検知搭載車両」のステッカーが運転台モニタ上に貼り付けられている。

## 蓄電池電車（試作車）
2012年（平成24年）3月21日、JR九州が鉄道総合技術研究所との共同開発による交流蓄電池駆動電車（架線バッテリーハイブリッド方式）の試作を発表した。電化区間では通常の交流電車として走行し、駅などでの停車中に架線からの交流を直流に変換後、床下に搭載された蓄電池に充電し、非電化区間では蓄電池により走行するものである。
直流方式の同種の試作車としては東日本旅客鉄道（JR東日本）E995系（2014年（平成26年）3月に量産化したEV-E301系を運行開始）、鉄道総合技術研究所（鉄道総研）R291形、および西日本旅客鉄道（JR西日本）JR西日本223系2000番台の一部編成を試験的に改造した例 があるが、交流方式による蓄電池電車は世界でも初の事例であった。
改造対象となったのは直方車両センター所属のV114編成（クモハ817-1014+クハ816-1014）で、公称値1382 V-83kWhのリチウムイオン電池を床下に設置した。改造費用は2両でおよそ1億4千万円。車両には、DualEnergyChargeTrain"DENCHA"のロゴマークが設けられた。2013年（平成25年）3月29日に小倉総合車両センターで報道陣に公開されたのち、2013年（平成25年）度に筑豊本線中間駅 - 桂川駅間と、非電化区間の日田彦山線城野駅 - 石原町駅間で走行試験を実施した。
その後、実用化車両として、2016年（平成28年）10月に新形式のBEC819系が登場し、"DENCHA"の愛称も同車に引き継がれている。

## 編成表
2024年（令和6年）4月1日現在
- 全車日立製作所笠戸事業所製造

| ← 門司港／佐世保八代・肥後大津・肥前浜・早岐 → ← 延岡川内・宮崎空港 → | ← 門司港／佐世保八代・肥後大津・肥前浜・早岐 → ← 延岡川内・宮崎空港 → | ← 門司港／佐世保八代・肥後大津・肥前浜・早岐 → ← 延岡川内・宮崎空港 → | ← 門司港／佐世保八代・肥後大津・肥前浜・早岐 → ← 延岡川内・宮崎空港 → | ← 門司港／佐世保八代・肥後大津・肥前浜・早岐 → ← 延岡川内・宮崎空港 → | ← 門司港／佐世保八代・肥後大津・肥前浜・早岐 → ← 延岡川内・宮崎空港 → | ← 門司港／佐世保八代・肥後大津・肥前浜・早岐 → ← 延岡川内・宮崎空港 → | ← 門司港／佐世保八代・肥後大津・肥前浜・早岐 → ← 延岡川内・宮崎空港 → |
| --------------------------------------------------------------------- | --------------------------------------------------------------------- | --------------------------------------------------------------------- | --------------------------------------------------------------------- | --------------------------------------------------------------------- | --------------------------------------------------------------------- | --------------------------------------------------------------------- | --------------------------------------------------------------------- |
| 編成 番号                                                             | クモハ 817                                                            | クハ 816                                                              | 落成日                                                                | 現行所属 （配置日）                                                   | 所属歴 （配置日）                                                     | ロングシート化                                                        | 備考                                                                  |
| V501                                                                  | 501                                                                   | 501                                                                   | 2001/08/10                                                            | 熊本 （2009/03/14）                                                   | 直方 （2001/08）                                                      | 2022/10/14                                                            |                                                                       |
| V002                                                                  | 2                                                                     | 2                                                                     | 2001/08/10                                                            | 鹿児島 （2003/08）                                                    | 直方 （2001/08）                                                      |                                                                       |                                                                       |
| V003                                                                  | 3                                                                     | 3                                                                     | 2001/08/10                                                            | 鹿児島 （2003/08）                                                    | 直方 （2001/08）                                                      |                                                                       |                                                                       |
| V504                                                                  | 504                                                                   | 504                                                                   | 2001/08/26                                                            | 鹿児島 （2003/08）                                                    | 直方 （2001/08）                                                      | 2021/09/25                                                            |                                                                       |
| V005                                                                  | 5                                                                     | 5                                                                     | 2001/08/26                                                            | 鹿児島 （2003/08）                                                    | 直方 （2001/08）                                                      |                                                                       |                                                                       |
| V506                                                                  | 506                                                                   | 506                                                                   | 2001/08/26                                                            | 鹿児島 （2003/08）                                                    | 直方 （2001/08）                                                      | 2022/03/08                                                            |                                                                       |
| V007                                                                  | 7                                                                     | 7                                                                     | 2001/08/26                                                            | 鹿児島 （2003/08）                                                    | 直方 （2001/08）                                                      |                                                                       |                                                                       |
| V008                                                                  | 8                                                                     | 8                                                                     | 2001/09/07                                                            | 鹿児島 （2003/08）                                                    | 直方 （2001/08）                                                      |                                                                       |                                                                       |
| V009                                                                  | 9                                                                     | 9                                                                     | 2001/09/07                                                            | 鹿児島 （2003/08）                                                    | 直方 （2001/08）                                                      |                                                                       |                                                                       |
| V010                                                                  | 10                                                                    | 10                                                                    | 2001/09/07                                                            | 鹿児島 （2003/08）                                                    | 直方 （2001/08）                                                      |                                                                       |                                                                       |
| V011                                                                  | 11                                                                    | 11                                                                    | 2001/09/08                                                            | 鹿児島 （2003/08）                                                    | 直方 （2001/08）                                                      |                                                                       |                                                                       |
| V512                                                                  | 512                                                                   | 512                                                                   | 2001/09/08                                                            | 熊本 （2005/03/01）                                                   | 直方 （2001/08） 大分 （2003/08）                                     | 2023/02/25                                                            |                                                                       |
| V513                                                                  | 513                                                                   | 513                                                                   | 2001/09/08                                                            | 熊本 （2005/03/01）                                                   | 直方 （2001/08） 大分 （2003/08）                                     | 2021/12/14                                                            |                                                                       |
| V014                                                                  | 14                                                                    | 14                                                                    | 2001/09/21                                                            | 鹿児島 （2007/03/08）                                                 | 直方 （2001/08）                                                      |                                                                       |                                                                       |
| V515                                                                  | 515                                                                   | 515                                                                   | 2001/09/21                                                            | 鹿児島 （2022/09/23）                                                 | 直方 （2001/08） 熊本 （2007/03/02）                                  | 2021/07/16                                                            |                                                                       |
| V516                                                                  | 516                                                                   | 516                                                                   | 2001/09/21                                                            | 熊本 （2005/02）                                                      | 直方 （2001/08）                                                      | 2022/12/05                                                            |                                                                       |
| V517                                                                  | 517                                                                   | 517                                                                   | 2001/09/21                                                            | 鹿児島 （2022/09/23）                                                 | 直方 （2001/08） 熊本 （2005/03/01）                                  | 2022/02/22                                                            |                                                                       |
| V518                                                                  | 518                                                                   | 518                                                                   | 2001/09/22                                                            | 鹿児島 （2007/03/18）                                                 | 直方 （2001/08）                                                      | 2022/01/21                                                            |                                                                       |
| V019                                                                  | 19                                                                    | 19                                                                    | 2001/09/22                                                            | 鹿児島 （2007/03/18）                                                 | 直方 （2001/08）                                                      |                                                                       |                                                                       |
| V020                                                                  | 20                                                                    | 20                                                                    | 2001/08/31                                                            | 佐世保 （2014/03/15）                                                 | 南福岡 （2001/08） 長崎 （2005/02）                                   |                                                                       |                                                                       |
| V521                                                                  | 521                                                                   | 521                                                                   | 2001/08/31                                                            | 鹿児島 （2022/09/23）                                                 | 南福岡 （2001/08） 長崎 （2005/02） 佐世保 （2014/03/15）             | 2021/10/07                                                            |                                                                       |
| V022                                                                  | 22                                                                    | 22                                                                    | 2001/08/31                                                            | 佐世保 （2014/03/15）                                                 | 南福岡 （2001/08） 長崎 （2005/02）                                   |                                                                       |                                                                       |
| V523                                                                  | 523                                                                   | 523                                                                   | 2001/09/01                                                            | 鹿児島 （2022/09/23）                                                 | 南福岡 （2001/08） 長崎 （2005/02） 佐世保 （2014/03/15）             | 2022/01/12                                                            |                                                                       |
| V024                                                                  | 24                                                                    | 24                                                                    | 2001/09/01                                                            | 佐世保 （2014/03/15）                                                 | 南福岡 （2001/08） 長崎 （2005/02）                                   |                                                                       |                                                                       |
| V025                                                                  | 25                                                                    | 25                                                                    | 2001/09/01                                                            | 鹿児島 （2022/09/23）                                                 | 南福岡 （2001/08） 長崎 （2005/02） 佐世保 （2014/03/15）             |                                                                       |                                                                       |
| V026                                                                  | 26                                                                    | 26                                                                    | 2001/09/15                                                            | 佐世保 （2014/03/15）                                                 | 南福岡 （2001/08） 長崎 （2005/02）                                   |                                                                       |                                                                       |
| V027                                                                  | 27                                                                    | 27                                                                    | 2001/09/14                                                            | 鹿児島 （2022/09/23）                                                 | 南福岡 （2001/08） 長崎 （2005/02） 佐世保 （2014/03/15）             |                                                                       |                                                                       |
| V028                                                                  | 28                                                                    | 28                                                                    | 2001/09/14                                                            | 佐世保 （2014/03/15）                                                 | 南福岡 （2001/08） 長崎 （2005/02）                                   |                                                                       |                                                                       |
| V529                                                                  | 529                                                                   | 529                                                                   | 2001/09/15                                                            | 鹿児島 （2022/09/23）                                                 | 南福岡 （2001/08） 長崎 （2005/02） 佐世保 （2014/03/15）             | 2022/08/10                                                            |                                                                       |
| V030                                                                  | 30                                                                    | 30                                                                    | 2001/09/15                                                            | 佐世保 （2014/03/15）                                                 | 南福岡 （2001/08） 長崎 （2005/02）                                   |                                                                       |                                                                       |
| V031                                                                  | 31                                                                    | 31                                                                    | 2001/09/14                                                            | 佐世保 （2014/03/15）                                                 | 南福岡 （2001/08） 長崎 （2005/02）                                   |                                                                       |                                                                       |

| ← 門司港八代・肥後大津 → ← 延岡川内・宮崎空港 → | ← 門司港八代・肥後大津 → ← 延岡川内・宮崎空港 → | ← 門司港八代・肥後大津 → ← 延岡川内・宮崎空港 → | ← 門司港八代・肥後大津 → ← 延岡川内・宮崎空港 → | ← 門司港八代・肥後大津 → ← 延岡川内・宮崎空港 → | ← 門司港八代・肥後大津 → ← 延岡川内・宮崎空港 →            | ← 門司港八代・肥後大津 → ← 延岡川内・宮崎空港 → | ← 門司港八代・肥後大津 → ← 延岡川内・宮崎空港 → |
| ----------------------------------------------- | ----------------------------------------------- | ----------------------------------------------- | ----------------------------------------------- | ----------------------------------------------- | ---------------------------------------------------------- | ----------------------------------------------- | ----------------------------------------------- |
| 編成 番号                                       | クモハ 817                                      | クハ 816                                        | 落成日                                          | 現行所属 （配置日）                             | 所属歴 （配置日）                                          | ロングシート化                                  | 備考                                            |
| V101                                            | 1001                                            | 1001                                            | 2003/08/24                                      | 鹿児島 （2012/03/17）                           | 直方 （2003/08）                                           |                                                 |                                                 |
| V1502                                           | 1502                                            | 1502                                            | 2003/09/12                                      | 鹿児島 （2012/03/17）                           | 直方 （2003/08）                                           | 2021/12/14                                      |                                                 |
| V103                                            | 1003                                            | 1003                                            | 2003/09/20                                      | 鹿児島 （2012/03/17）                           | 直方 （2003/08）                                           |                                                 |                                                 |
| V104                                            | 1004                                            | 1004                                            | 2003/09/20                                      | 鹿児島 （2012/03/17）                           | 直方 （2003/08）                                           |                                                 |                                                 |
| V1505                                           | 1505                                            | 1505                                            | 2003/09/20                                      | 鹿児島 （2022/09/23）                           | 直方 （2003/08） 鹿児島 （2012/03/17） 熊本 （2016/03/26） | 2022/03/15                                      |                                                 |
| V1506                                           | 1506                                            | 1506                                            | 2003/09/21                                      | 鹿児島 （2022/09/23）                           | 直方 （2003/08） 熊本 （2012/03/17）                       | 21/11/11                                        |                                                 |
| V1507                                           | 1507                                            | 1507                                            | 2003/09/29                                      | 熊本 （2013/06/13）                             | 直方 （2003/08）                                           | 2022/11/21                                      |                                                 |
| V108                                            | 1008                                            | 1008                                            | 2003/08/24                                      | 鹿児島 （2022/03/12）                           | 直方 （2003/08）                                           |                                                 |                                                 |
| V1509                                           | 1509                                            | 1509                                            | 2003/08/24                                      | 鹿児島 （2022/03/31）                           | 直方 （2003/08）                                           | 2022/03/30                                      |                                                 |
| V1510                                           | 1510                                            | 1510                                            | 2003/09/12                                      | 鹿児島 （2022/09/23）                           | 直方 （2003/08）                                           | 2022/02/15                                      |                                                 |
| V1511                                           | 1511                                            | 1511                                            | 2003/09/12                                      | 直方 （2003/08）                                |                                                            | 2021/06/04                                      |                                                 |
| V1512                                           | 1512                                            | 1512                                            | 2003/09/21                                      | 鹿児島 （2022/09/23）                           | 直方 （2003/08） 熊本 （2017/03）                          | 2022/06/06                                      |                                                 |
| V1513                                           | 1513                                            | 1513                                            | 2005/02/17                                      | 直方 （2005/02/17）                             |                                                            | 2022/01/21                                      |                                                 |
| V1514                                           | 1514                                            | 1514                                            | 2005/02/17                                      | 直方 （2005/02/17）                             | 2021/06/08                                                 |                                                 |                                                 |

| ← 門司港博多 → | ← 門司港博多 → | ← 門司港博多 → | ← 門司港博多 → | ← 門司港博多 →      | ← 門司港博多 →    | ← 門司港博多 → | ← 門司港博多 → |
| -------------- | -------------- | -------------- | -------------- | ------------------- | ----------------- | -------------- | -------------- |
| 編成 番号      | クモハ 817     | クハ 816       | 落成日         | 現行所属 （配置日） | 所属歴 （配置日） | ロングシート化 | 備考           |
| V1601          | 1601           | 1601           | 2007/03/03     | 直方 （2007/02/26） |                   | 2021/10/02     |                |
| V1602          | 1602           | 1602           | 2007/03/03     | 直方 （2007/02/26） | 2021/07/09        |                |                |
| V1603          | 1603           | 1603           | 2007/03/03     | 直方 （2007/02/26） | 2021/10/01        |                |                |
| V1604          | 1604           | 1604           | 2007/03/03     | 直方 （2007/02/26） | 2021/10/29        |                |                |

| ← 門司港博多 → | ← 門司港博多 → | ← 門司港博多 → | ← 門司港博多 → | ← 門司港博多 →      | ← 門司港博多 →    | ← 門司港博多 → |
| -------------- | -------------- | -------------- | -------------- | ------------------- | ----------------- | -------------- |
| 編成 番号      | クモハ 817     | クハ 816       | 落成日         | 現行所属 （配置日） | 所属歴 （配置日） | 備考           |
| V2001          | 2001           | 2001           | 2012/02/21     | 直方 （2012/03/17） |                   |                |
| V2002          | 2002           | 2002           | 2012/02/09     | 直方 （2012/03/17） |                   |                |
| V2003          | 2003           | 2003           | 2012/02/09     | 直方 （2012/03/17） |                   |                |
| V2004          | 2004           | 2004           | 2012/02/17     | 直方 （2012/03/17） |                   |                |
| V2005          | 2005           | 2005           | 2012/02/17     | 直方 （2012/03/17） |                   |                |
| V2006          | 2006           | 2006           | 2012/02/17     | 直方 （2012/03/17） | フローリング仕様  |                |
| V2007          | 2007           | 2007           | 2013/02/28     | 直方 （2013/02）    |                   |                |

| ← 門司港／佐世保荒尾・肥前浜・早岐・柳ヶ浦 → | ← 門司港／佐世保荒尾・肥前浜・早岐・柳ヶ浦 → | ← 門司港／佐世保荒尾・肥前浜・早岐・柳ヶ浦 → | ← 門司港／佐世保荒尾・肥前浜・早岐・柳ヶ浦 → | ← 門司港／佐世保荒尾・肥前浜・早岐・柳ヶ浦 → | ← 門司港／佐世保荒尾・肥前浜・早岐・柳ヶ浦 → | ← 門司港／佐世保荒尾・肥前浜・早岐・柳ヶ浦 → | ← 門司港／佐世保荒尾・肥前浜・早岐・柳ヶ浦 → |
| -------------------------------------------- | -------------------------------------------- | -------------------------------------------- | -------------------------------------------- | -------------------------------------------- | -------------------------------------------- | -------------------------------------------- | -------------------------------------------- |
| 編成 番号                                    | クハ 817                                     | モハ 817                                     | クハ 816                                     | 落成日                                       | 現行所属 （配置日）                          | 所属歴 （配置日）                            | 備考                                         |
| V3001                                        | 3001                                         | 3001                                         | 3001                                         | 2012/02/16                                   | 南福岡 （2012/03/17）                        |                                              |                                              |
| V3002                                        | 3002                                         | 3002                                         | 3002                                         | 2012/03/06                                   | 南福岡 （2012/03/17）                        |                                              |                                              |
| V3003                                        | 3003                                         | 3003                                         | 3003                                         | 2012/03/06                                   | 南福岡 （2012/03/17）                        |                                              |                                              |
| V3004                                        | 3004                                         | 3004                                         | 3004                                         | 2012/03/12                                   | 南福岡 （2012/03/17）                        |                                              |                                              |
| V3005                                        | 3005                                         | 3005                                         | 3005                                         | 2012/03/12                                   | 南福岡 （2012/03/17）                        |                                              |                                              |
| V3006                                        | 3006                                         | 3006                                         | 3006                                         | 2013/02/20                                   | 南福岡 （2013/03）                           |                                              |                                              |
| V3007                                        | 3007                                         | 3007                                         | 3007                                         | 2013/02/20                                   | 南福岡 （2013/03）                           |                                              |                                              |
| V3008                                        | 3008                                         | 3008                                         | 3008                                         | 2013/02/20                                   | 南福岡 （2013/03）                           |                                              |                                              |
| V3009                                        | 3009                                         | 3009                                         | 3009                                         | 2013/02/20                                   | 南福岡 （2013/03）                           |                                              |                                              |
| V3010                                        | 3010                                         | 3010                                         | 3010                                         | 2015/03/05                                   | 南福岡 （2015/03）                           |                                              |                                              |
| V3011                                        | 3011                                         | 3011                                         | 3011                                         | 2015/03/05                                   | 南福岡 （2015/03）                           |                                              |                                              |